# Navarra
Navarra (en euskera: Nafarroa), denominada oficialmente Comunidad Foral de Navarra (en euskera: Nafarroako Foru Komunitatea), es una comunidad foral española de carácter uniprovincial situada en el norte de la península ibérica. Limita al nordeste con la región francesa de Nueva Aquitania (departamento de Pirineos Atlánticos, que incluye el País Vasco francés), al noroeste con el País Vasco (provincias de Álava y Guipúzcoa), al este y sureste con Aragón (provincias de Huesca y Zaragoza) y por el sur con La Rioja. El municipio de Petilla de Aragón constituye un enclave rodeado totalmente por territorio zaragozano. 
La actual Comunidad Foral de Navarra abarca el territorio correspondiente a la Alta Navarra del Renacimiento; la Baja Navarra forma parte del País Vasco francés. 
Históricamente, además, mantuvo sus instituciones y estatus de reino formalmente hasta 1841 fecha en la cual, a todos los efectos, era una provincia más dentro de España aunque siguió manteniendo una alta autonomía fiscal, sin solución de continuidad, y algunas de tales instituciones. A diferencia del resto de autonomías, su amejoramiento del fuero constituye la parte equivalente de los estatutos autonómicos en otras regiones ya que no tuvo necesidad como ellos, de constituirse como autonomía, sino que, con apoyo en la disposición adicional de la Constitución española de 1978 que reconocía su régimen foral, adecuó su legislación al nuevo régimen constitucional.
Está compuesta por cinco merindades y 272 municipios y 345 concejos. Cuenta con una población de 678 333 habitantes (INE 2024), de la que cerca de un tercio vive en la capital, Pamplona (208 243 habitantes), y más de la mitad en el área metropolitana de la misma (370 804 habitantes).

## Toponimia
La primera vez de la que se tiene constancia escrita del término Navarra es en el siglo IX, en la obra Vita Karoli Magni escrita por Eginardo, donde se describen las incursiones del rey franco Carlomagno hasta el río Ebro. Según Jean-Baptiste Orpustan, el topónimo Navarra deriva del vocablo naba, de origen prerromano, probablemente protovasco, cuyo significado sería el de «tierra llana rodeada por montañas», aplicable a Pamplona y su entorno.
En cambio, según Alfonso Irigoien, procede del vasco nabar ‘color pardo’, que se usó como nombre de persona y más tarde pudo usarse como gentilicio, nafar/napar, y pasar al romance como «navarro». Aplicado al país sería Terra navarra «tierra de los pardos» o «tierra parda», y finalmente se simplificaría como el topónimo «Navarra».

## Historia

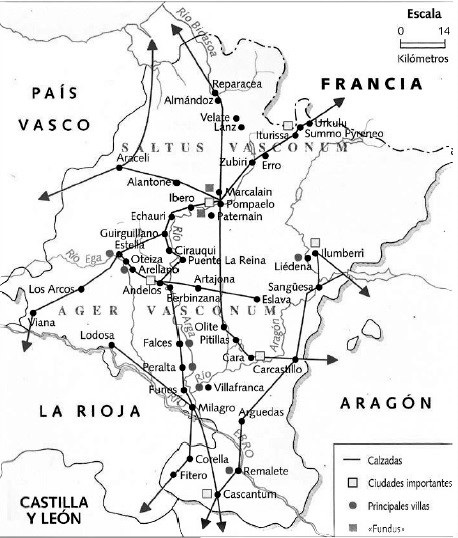
Romanización sobre el territorio navarro: Vías, villas rurales y ciudades remarcando el Ager y el Saltus Vasconum

En la etapa prerromana, la zona que ocupa la actual Navarra estaba habitada por los vascones. La zona del valle del Ebro fue romanizada con la expansión del Imperio romano; no así la zona pirenaica. Tito Livio fue el primero en redactar una reseña historiográfica de los vascones, quienes se relacionaron con Roma de varias formas, incluso formando parte de sus ejércitos. Fueron los romanos quienes «dividieron» en dos el territorio vascón: llamaron Ager Vasconum a la zona llana, a orillas de los ríos Ebro, Ega, Arga y Aragón, caracterizándola con una vida basada en la agricultura; y Saltus Vasconum a la zona del norte, describiéndola como pastoril.
El territorio vivió las guerras sertorianas que enfrentaron a romanos contra romanos apoyados en ocasiones por tribus y ciudades locales, fundando varias de ellas como Cascantum, Pompelo, Santa Criz (quizá la antigua Nemanturisa), etc. Sería en esta época cuando el legado romano trace a través de todo el territorio varias vías y calzadas de prolongado uso durante los siglos posteriores.

Reino Visigodo de Toledo, año 560

Con la caída de Roma, en la península entraron una serie de pueblos germánicos, entre ellos los visigodos. Estos acabaron creando un reino cristiano con capital en Toledo en la antigua Hispania romana. Los visigodos también entraron en contacto con los vascones, menos romanizados que la mayor parte de los habitantes del territorio peninsular.

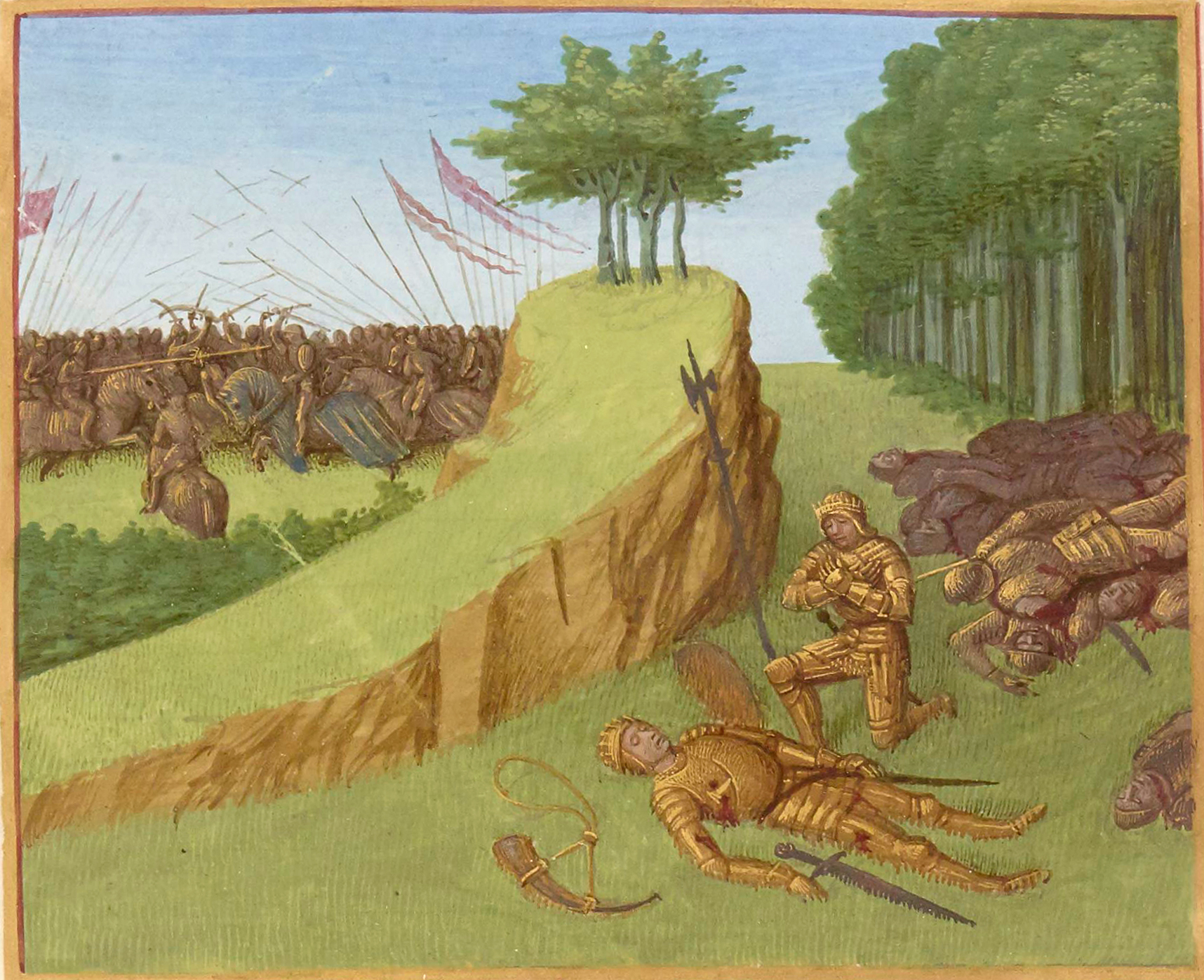
Muerte de Rolando en la batalla de Roncesvalles

Lo que hoy conocemos como Navarra se estructuró tras la invasión musulmana de la península en el siglo VIII y el fin del poder godo. El norte de la comunidad permaneció poco tiempo bajo dominio musulmán y pronto se organizó en un núcleo cristiano de fugaz sometimiento al Imperio carolingio y con centro en la ciudad de Pamplona, población fundada en época romana como Pompaelo por Pompeyo sobre un asentamiento vascón preexistente denominado «Bengoda». Su primer soberano conocido fue Íñigo Íñiguez —o Íñigo Arista («Enneco Cognomento Aresta»)—, cabeza conocida de la primera dinastía pamplonesa. De este modo se conformó el Reino de Pamplona. 
En el sur, un noble hispano godo oriundo de la zona (Casius) pactó con los invasores musulmanes y se convirtió al islam, consiguiendo así mantenerse como reino independiente y prolongando este poder entre los de su estirpe (los Banu Qasi), que durante generaciones afirmarán su poder en el sur del actual territorio navarro, aliándose con los Arista en diversas ocasiones en contra del poder central del emirato cordobés, o del afán expansionista del Imperio carolingio. Más tarde, con la conquista de Tudela por Alfonso I de Aragón, y el rechazo a su testamento por parte de los nobles de Pamplona, se nombrará rey a García Ramírez en 1134, que será el primer rey de Navarra de la historia.

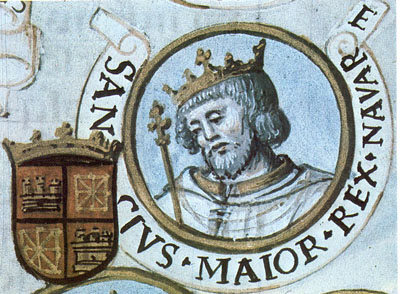
Sancho el Mayor rey de Pamplona y conde de Castilla y Aragón.

El Reino de Navarra en tiempos de Sancho VII el Fuerte (1194-1234)
Reino de Navarra
Territorio perdido ante Castilla (1198-1200)
Territorios conseguidos mediante vasallaje (1196-1203)
Reino de Castilla
Reino de Aragón

Tras unos primeros años de expansión y la posterior merma territorial a manos de Castilla y Aragón, el Reino de Navarra se estabilizó con dos territorios diferenciados: la Alta Navarra, al sur de los Pirineos y en la que se encontraba la capital y la mayor parte de la población y los recursos, y la Baja Navarra o Navarra Continental, al norte de la cordillera pirenaica.
El reino navarro colaboró activamente en las primeras etapas del proceso histórico llamado Reconquista para pasar a realizar intervenciones puntuales. Famosa es la participación del monarca navarro en la batalla de las Navas de Tolosa, que supuso el principio del fin de la dominación musulmana de la península y se dice que es origen del actual escudo de Navarra.
En su etapa de mayor expansión territorial, durante la Edad Media, el reino abarcó territorios atlánticos y se expandió más allá del río Ebro, hacia territorios situados en las actuales comunidades autónomas de Aragón, Cantabria, Castilla y León, La Rioja, País Vasco y las regiones administrativas francesas de Aquitania y Mediodía-Pirineos, en las antiguas provincias de Gascuña y Occitania. Las capitales vascas de Vitoria y San Sebastián fueron fundadas por el rey navarro Sancho VI el Sabio.
El fin de la independencia del reino se produjo cuando Fernando el Católico realizó la conquista militar en el verano de 1512 con distintas resistencias, controlando el reino en unos dos meses. Se realizaron varios intentos de recuperar la independencia en los años siguientes y finalmente Carlos I de España se replegó de la Baja Navarra por su difícil control. Por lo que esta porción siguió siendo independiente manteniendo la dinastía de Foix, hasta que se asoció dinásticamente a la Corona francesa al subir su rey, Enrique III, al trono galo. Así, los monarcas franceses se intitularon «Reyes de Francia y de Navarra». La unión del reino de Navarra a Francia, puramente una unión dinástica, se hizo conservando siempre sus propias instituciones (así, cuando Luis XVI convocó los Estados Generales de Francia, Navarra no envió formalmente diputados a estos, sino al rey en persona, de modo independiente y con su propio Cuaderno de agravios). Sin embargo, su estatus diferenciado dentro de la Corona terminó en 1789, al ser abolido como reino. Por otra parte, la Navarra peninsular o Alta Navarra se convirtió en uno más de los reinos y territorios de la Corona de Castilla y finalmente de la Monarquía Hispánica, estatus que conservó, gobernada por un virrey, hasta 1841, fecha en la que pasó a ser considerada «provincia foral» española mediante la posteriormente denominada Ley Paccionada, tras la Primera Guerra Carlista.
Durante los comienzos del liberalismo en España, en Navarra hubo grandes destacados entre sus promotores y detractores (los carlistas). Pascual Madoz fue un político liberal, Ministro de España. Espoz y Mina fue un destacado militar liberal que combatió el carlismo.
El título del príncipe heredero o princesa es príncipe o princesa de Viana, que hoy en día ostenta Leonor de Borbón, hija y heredera del rey Felipe VI de España.
La actual Comunidad Foral de Navarra procede del antiguo Reino de Navarra, que estuvo vigente hasta 1841 y del cual emana su particular régimen de autogobierno, denominado Régimen Foral. La organización jurídico administrativa actual se basa en el Amejoramiento de 1982, que supuso la adaptación de la tradición foral a la Constitución Española de 1978, concretamente en virtud de la disposición adicional primera de esta última, que reconoce y ampara los derechos históricos.
Excepto en los tiempos de expansión del Reino de Navarra, desde el siglo XVI hasta principios del XX había sido una pequeña región agraria de poco desarrollo socioeconómico. Actualmente, Navarra es una de las comunidades de mayor riqueza relativa y bienestar socioeconómico.

## Símbolos
En 1910, la Diputación de Navarra aprobó el diseño del escudo y de la bandera de Navarra, que siguen vigentes al quedar reconocidos por la Ley Orgánica de Reintegración y Amejoramiento del Régimen Foral de Navarra (LORAFNA), de 10 de agosto de 1982. Por lo tanto, según el Amejoramiento y la Ley Foral 24/03 los símbolos de Navarra son:

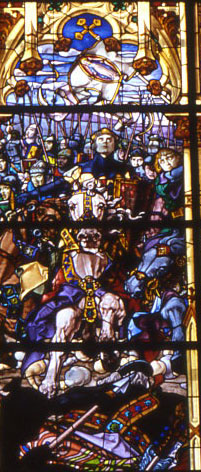
Sancho VII «el Fuerte» de Navarra en la Batalla de las Navas de Tolosa (vidriera de la capilla de San Agustín en Roncesvalles esta vidriera se hizo con motivo del VII centenario de la batalla en 1912

### Himno
Es el históricamente llamado Himno de las Cortes, que debe su origen a la Marcha para la entrada del Reino, pasaclaustro barroco que se interpretaba en el claustro de la Catedral de Pamplona al paso de las Cortes de Navarra, con motivo de la celebración de sus sesiones.
| Castellano | Euskera |
| --- | --- |
| Por Navarra tierra brava y noble, siempre fiel, que tiene por blasón la vieja ley tradicional Por Navarra pueblo de alma libre proclamemos juntos nuestro afán universal En cordial unión, con leal tesón, trabajemos y hermanados todos lograremos honra, amor y paz. | Nafarroa, lur haundi ta azkar, beti leial, zure ospea da antzinako lege zaharra Nafarroa, gizon askatuen sorlekua, zuri nahi dizugu gaur kanta Gaiten denok bat, denok gogo bat behin betiko iritsi dezagun aintza, bake eta maitasuna |

### Escudo

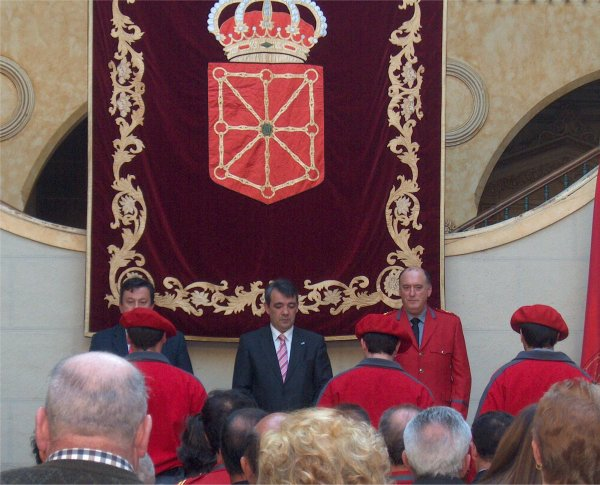
El escudo de Navarra en un repostero presidiendo un acto de la Policía Foral

El escudo de armas de Navarra es el emblema heráldico que durante siglos ha identificado al reino de Navarra, a sus antiguos monarcas y a sus instituciones, siendo adoptado como uno de los símbolos oficiales de la comunidad según reconoce tanto la ley orgánica de Reintegración y Amejoramiento del Régimen Foral de Navarra como regulado por la Ley Foral 24/2003 de 4 de abril que regula los símbolos de Navarra, que en su artículo 7.1 lo blasona o describe del siguiente modo:

El escudo de Navarra está formado por cadenas de oro sobre fondo rojo, con una esmeralda en el centro de unión de sus ocho brazos de eslabones y, sobre ellas, la Corona Real, símbolo del Antiguo Reino de Navarra.
 Símbolos de Navarra - Gobierno de Navarra

Tradicionalmente las cadenas son atribuidas a las que el rey navarro Sancho VII el Fuerte trajo como recompensa de la batalla de las Navas de Tolosa y cuyos eslabones se hallan en varios puntos. En la Colegiata de Roncesvalles se encuentran las que fueron entregadas por el propio monarca, cuyos restos reposan en el mausoleo de la capilla de San Agustín. Otras partes de las cadenas fueron a parar al monasterio de Irache y otra a la Catedral de Santa María de Tudela, lugar natal de aquel rey de enorme estatura. Según la leyenda, las cadenas proceden de aquella batalla y encadenaban a cristianos cautivos rodeando la tienda del rey Miramamolín, siendo el rey Sancho el que rompió las cadenas. No obstante, las cadenas figuran con anterioridad a esa batalla en distintas partes de Navarra.
La esmeralda tradicionalmente se ha argumentado que representaría a la que supuestamente llevaba Miramamolín en dicha batalla y se conserva en la Real Colegiata de Roncesvalles aunque en realidad es originaria de Colombia y, por tanto, de una fecha posterior, del siglo XVII o XVIII.
No obstante las investigaciones recientes dan un origen muy diferente a las armas navarras que fueron posteriores a dicho monarca concretamente a su sobrino y sucesor Teobaldo I de Champaña y originalmente se blasonaron como carbunclo y no es hasta el siglo XIV, en tiempos de Carlos III de Navarra, en que se empezaron a blasonar como cadenas, como recoge la legislación promulgada en 1423, con ocasión del Privilegio de la Unión, y poco después se atribuiría a la mencionada batalla recogida por primera vez en las «Crónicas de los Reyes de Navarra» escritas por Carlos de Viana.

### Bandera
La Ley de Amejoramiento del Régimen Foral de Navarra (LORAFNA), de 10 de agosto de 1982, establece en su artículo 7.2:

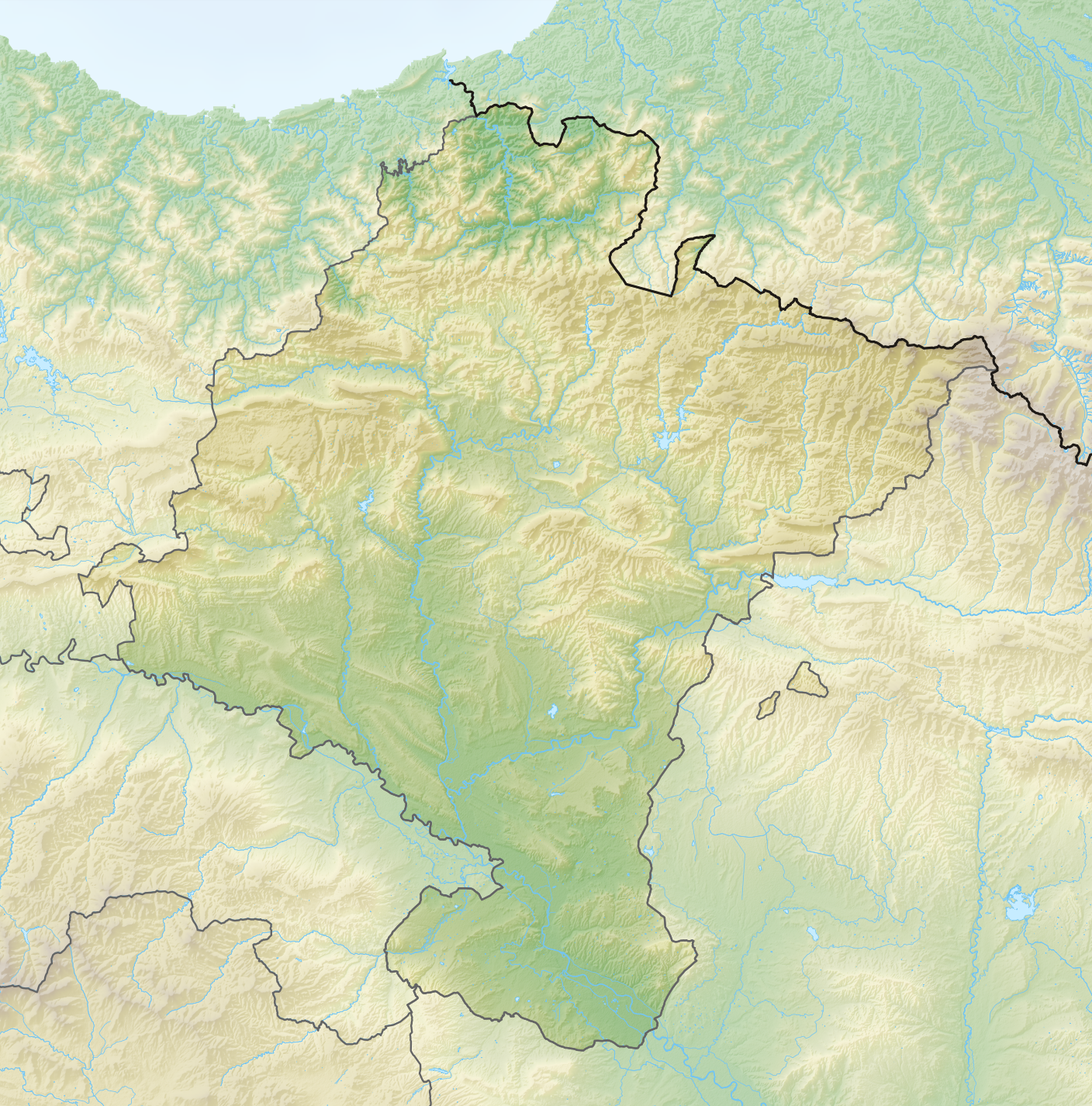
Mapa físico de Navarra

La bandera de Navarra es de color rojo, con el escudo en el centro.

## Geografía
Navarra se encuentra situada en el norte de España, entre las coordenadas las latitudes 41°55′34″ - 43°18′36″ N y entre las longitudes 1°11′33″ - 2°56′57″ E, ocupando una superficie de 10 391,08 km2.
Respecto a sus límites, al N con el departamento francés de Pirineos Atlánticos (distritos de Bayona y Oloron-Sainte-Marie), en la región de Nueva Aquitania, (171 km), al NO con la comunidad autónoma del País Vasco —Guipúzcoa (106 km) y Álava (97 km)—, al SO con la de La Rioja (154 km) y al E y S con la de Aragón —Huesca (35 km) y Zaragoza (226 km)—, sumando un longitud perimetral de casi 790 km.
La orografía navarra, a pesar de sus dimensiones, es muy variada y se identifican claramente las unidades morfoestructurales que la componen:
a) La Montaña en la mitad norte dominado por la cordillera pirenaica, una cadena de plegamiento que se rebaja hacia el oeste. 
b) La 'Ribera', en la mitad sur, un territorio llano caracterizado por una cuenca sedimentaria formada por llanuras aluviales propias del valle del Ebro y cuyos bordes se han deformado durante los plegamientos alpinos. 
c) La Zona Media situada entre las dos anteriores ejerce como zona de transición donde predominan sierras de menor altitud compaginadas con somontanos, piedemontes y valles.
La altitud máximas la tiene en la Mesa de los Tres Reyes (Isaba), con 2444 m.s.n.m. y la mínima en Endarlaza (Vera de Bidasoa) con 7 m.s.n.m.

### Geología y geomorfología
El territorio que ocupa la actual Navarra se ha formado como resultado de dos plegamientos principales de la península ibérica: el herciniano y alpino. Geológicamente hablando su historia abarca todas las épocas desde el Ordovícico hasta el Cuaternario. Así aparecen tanto una cordillera de plegamiento alpino, montañosa, como, por contra, la Cuenca del Ebro, llana, continental y lacustre. Tanto estratigráficamente como litológicamente se verifican variedades plutónicas (granito), volcánicas (basalto, diabasa y ofita), metamórficas (granulita) y sedimentarias (conglomerado, arenisca, limonita, arcilla, marga, caliza y dolomía).
También litológicamente se observan las tres variedades ibéricas:
1. la silícea, de macizos antiguos en la parte septentrional;
2. la calcárea, de las cordilleras plegadas en el Centro Norte;
3. la arcillosa, de las cuencas sedimentarias terciarias en la zona meridional.[22][23]

Tectónicamente hablando, en Navarra se distinguen cinco áreas diferenciadas:
- Zona Pirenaica, en el NE de Navarra e influenciado por el Umbral Altoaragonés, muestra una tectónica pirenaica de largas estructuras mostrando una vergencia meridional clara y donde afloran terrenos alóctonos cuya disposición se prolonga por el vecino Aragón. Los plegamientos se suavizan hacia al sur hasta afrontar los violentos «cabalgamientos complejos de las sierras de Idokorri e Illón y en la de Leire, que forma el frente de la unidad.»[23]
- Zona Vasco-Cantábrica, en el NO de Navarra e incluido tectónicamente en esta zona, está limitada por el E por «un importante accidente, jalonado de diapiros, que va de Estella a Elizondo», numerosos diapiros en Estella, Lorca, Salinas de Oro, Ollo o Anoz, surgidos a través de importantes fracturas tectónicas. Por el norte está delimitado por el macizo de Aya mientras que las sierras de Dos Hermanas y Cantabria lo delimitan por el sur.[23]
- Zona de Transición, situada entre las dos anteriores y que comprende la terminación occidental del Pirineo. Es una zona alóctona deslizada hacia al sur.[23]
- Zona del Macizo del Ebro, en el que se ha incluido la zona de Fitero, perteneciente a la Ibérica.[23]
- Zona de macizos paleozoicos son una serie de unidades con poca relación con los anteriores: Aya-Cinco Villas, Quinto Real-Alduides y Oroz-Betelu. Presenta una estatigrafía compleja que van desde el Ordovícico pasando toda la serie hasta Keuper con rocas sedimentarias y coladas basálticas.[23]

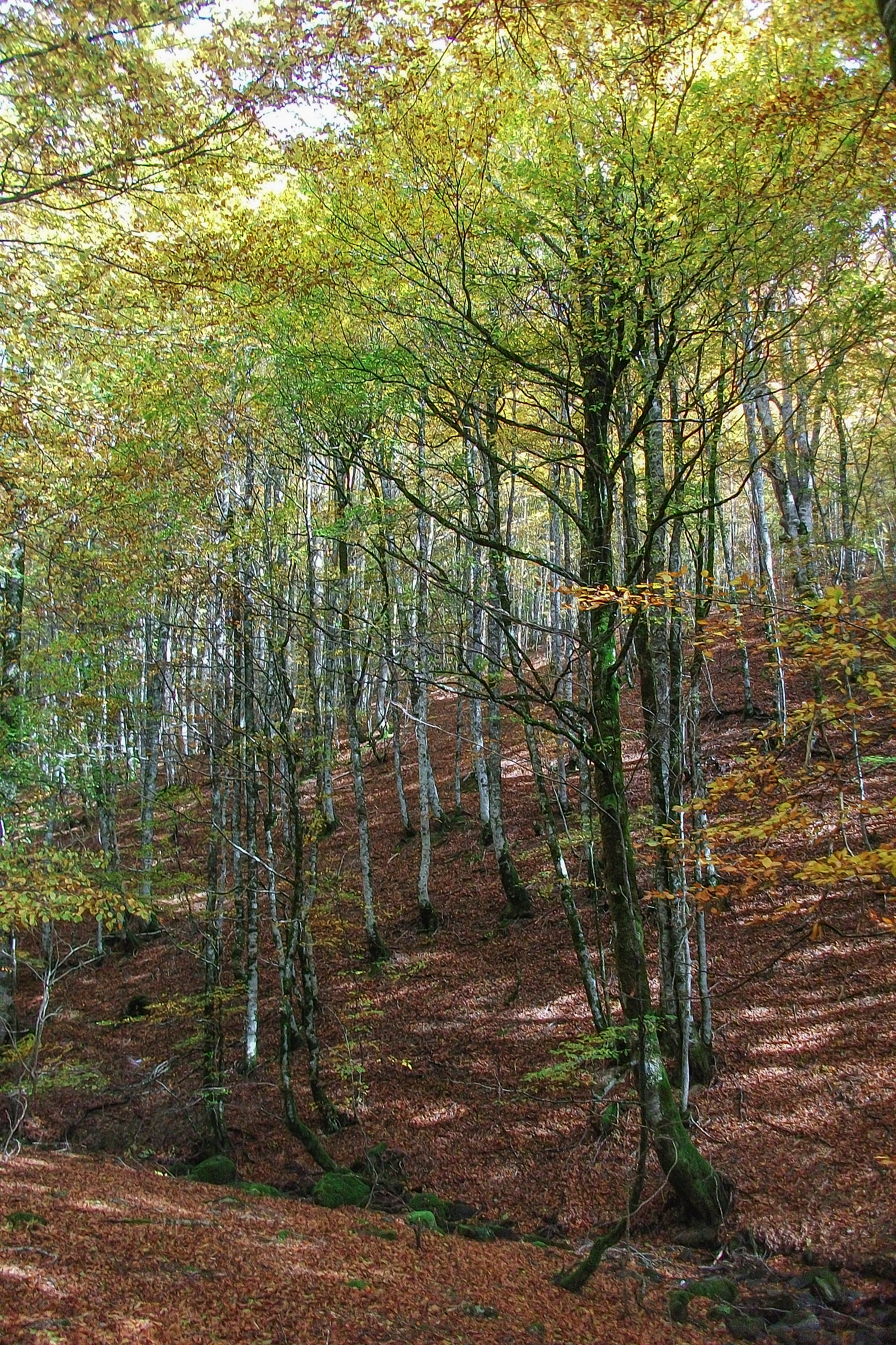
Selva de Irati

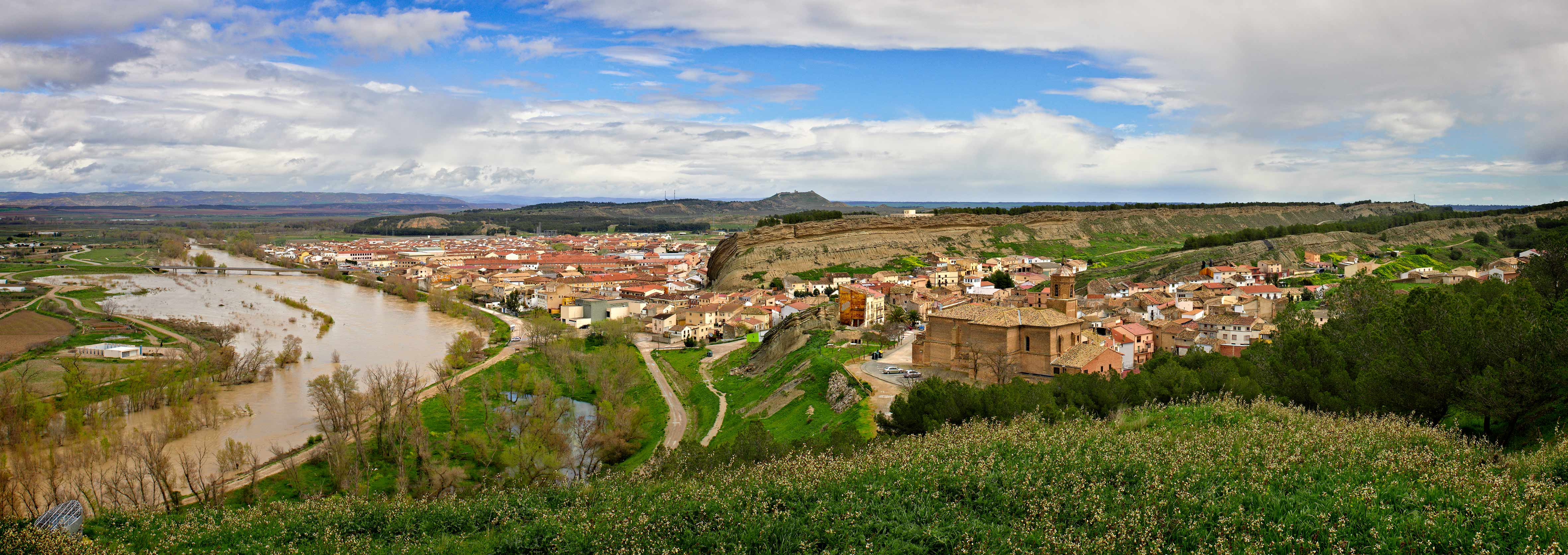
Ribera Navarra en Caparroso

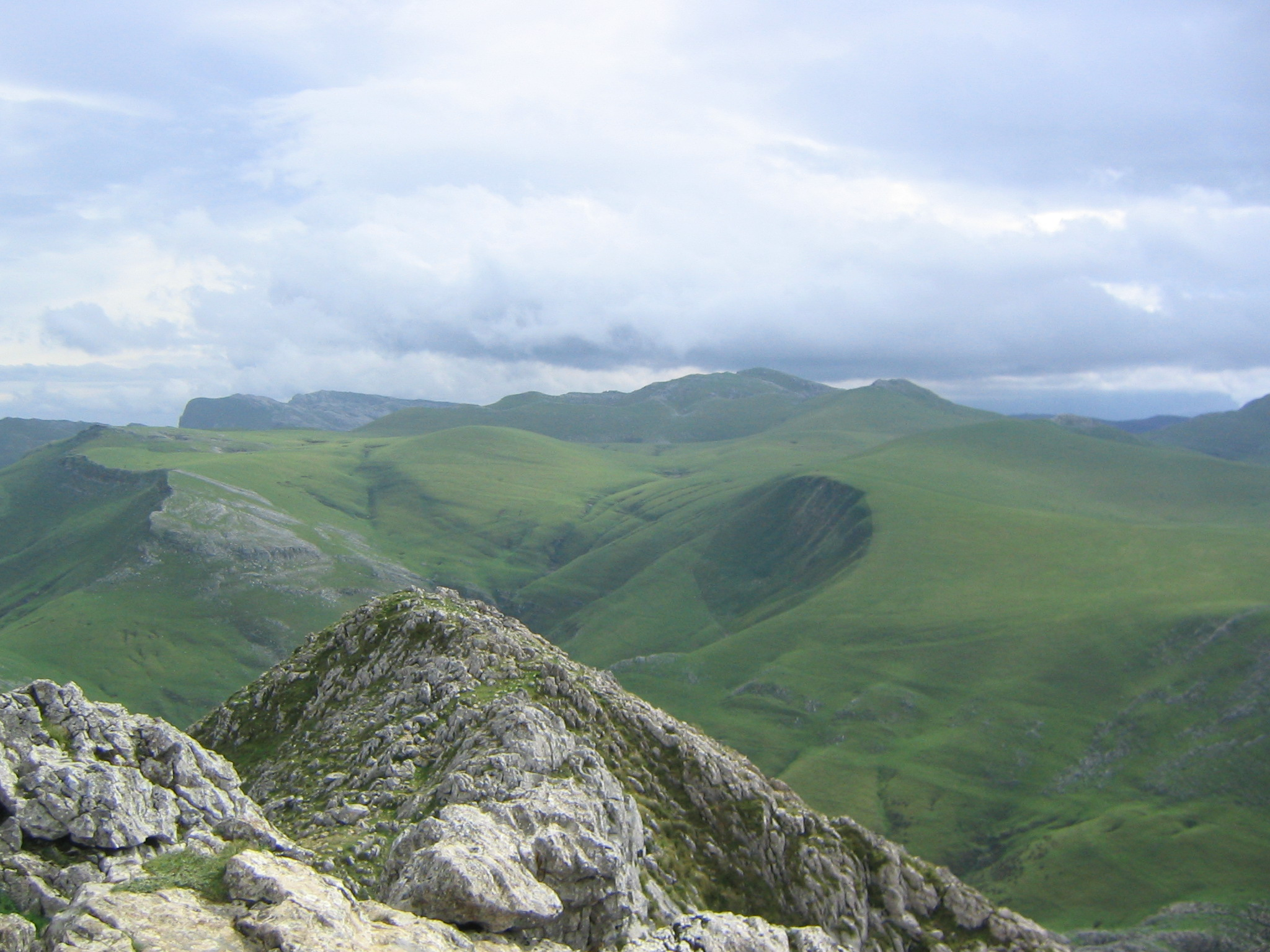
Sierra de Aralar, en el noroeste

### Orografía: el relieve

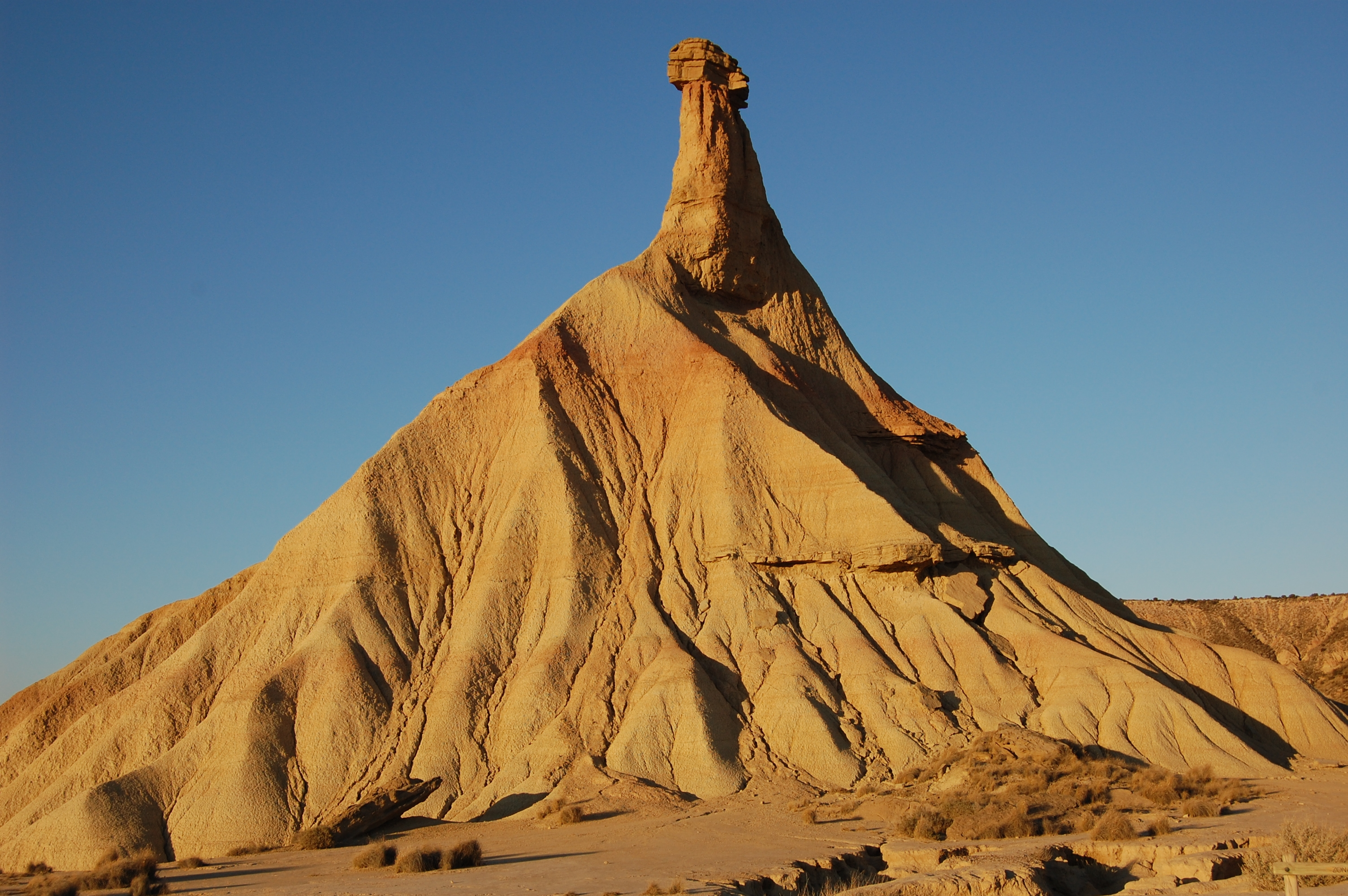
Bardenas Reales

En el relieve de Navarra se diferencian claramente dos zonas, Montaña y Ribera, habiendo una tercera, Zona Media, entre ambas. La Montaña y la Ribera están separadas por una línea que, partiendo de la Sierra de Codés, continúa por Santiago de Lóquiz, Andía, Echauri, Perdón, Alaiz, Izco, Leyre y Navascués. Aproximadamente, el 40 % del territorio navarro está por encima de los 600 m s. n. m. y el 60 % restante por debajo. También forman parte de su relieve en su parte noroccidental las estribaciones de los Montes Vascos. De norte a sur tendríamos:
- La mitad septentrional, la Montaña, zona caracterizada por el Pirineo navarro, con una orografía accidentada y abrupta, con una pendiente media del orden de 10-20 %. En la Montaña predominan los terrenos con una altitud superior a los 600 m s. n. m., aunque también existen algunos terrenos que no la alcanzan.[27] Dentro de esta zona se distinguen otras tres:
  1. El área pirenaica, ocupa la mitad orienta de esta zona de la Montaña y estaría formada por la parte más occidental de los Pirineos junto a otros sistemas asociados. Sus principales cimas serían la Mesa de los Tres Reyes (2433 m), la cota más alta de Navarra, el Pico de Orhi (2021 m), Orzanzurieta (1566 m), Adi (1457 m) y Sayoa (1418 m). En disposición perpendicular al trazado de estas cimas se despliegan varios valles de forma paralela (de este a oeste, Roncal, Salazar, Arce, Erro, Lizoáin-Arriasgoiti y Esteríbar). Por último, en la parte meridional de esta área se situarían paralelas al Pirineo sierras prepirenaicas de menor altitud como la Sierra de Leyre, Sierra de Peña, Sierra de Izco y Sierra de Alaiz. Por encima de estas sierras se localizan dos cuencas prepirenaicas: Lumbier y Pamplona.[25]
  2. El área del sistema vasco-cántabro, en la parte occidental de la zona de la Montaña abarcando el sistema vasco-cántabro de montañas formado por varias sierras de moderada altitud formando en ocasiones altiplanicies y recorren el territorio en dirección este-oeste. Dentro de estas sierras están las de Aralar, Andía, Urbasa, Lóquiz y Codés, registrando cimas como Irumugarrieta (1430 m), Beriáin (1494 m), Dulanz (1239 m), Sarzaleta (1114 m) e Yoar (1414 m) y agrupando valles desplegados en el mismo sentido este-oeste como la Barranca-Burunda, las Améscoas, Val de Allín y Valdega.[25]
  3. Los montes de la vertiente atlántica, en la parte más septentrional, con montes de una altura moderada con un relieve muy encajado donde los desniveles llegan a los 1000 m, siendo las principales cimas Auza (1305 m), Iparla (1049 m), Legate (870 m), Mendaur (1131 m), Erakurri (1142 m), Mandoegui (1046 m), Peñas de Aya (832 m) y Larrún (900 m). En esta área se localizan también los valles de Valcarlos, Baztán, Alto Bidasoa (o Malerreka), Cinco Villas, Urumea, Leizarán y Araiz.[25]
- La llamada Navarra Media o Zona Media es una zona de transición que comparte rasgos de la Montaña y la Ribera, está formada con somontanos, valles y piedemontes, presenta una serie de sierras en su parte norte mientras que amplias llanuras dominan al sur con una pendiente de entre el 5 y el 10 %. Esta zona está a mayor altitud que la Ribera.[28]
- La mitad meridional, la 'Ribera', zona de extensas llanuras con pendientes medias en general inferiores al 5 %. En la Ribera, sin embargo predominan los inferiores a 400 m s. n. m., aunque algunas áreas superan incluso los 600 m s. n. m. (Sierra de Peralta, Bardena Negra, Montes del Cierzo).[29]

### Hidrografía e hidrología
En Navarra existen dos vertientes hidrográficas: la vertiente cantábrica y la mediterránea:
- La Vertiente Cantábrica ocupa aproximadamente 1152 km²[21] lo cual supone un 10 % del territorio navarro. Los ríos de esta vertiente discurren por valles profundos, tienen un recorrido corto y sus cuencas son pequeñas. También se caracterizan por tener pendientes acusadas y un alto poder erosivo, el cual se subsana gracias a los frondosos bosques que hay en las cuencas. Son ríos de régimen pluvial de gran regularidad gracias a las abundantes y constantes precipitaciones de la zona. Los principales ríos de esta vertiente son: El Bidasoa (denominado Baztán en su tramo inicial), el Araxes, el Urumea y el Leizarán.[30]
- La Vertiente Mediterránea ocupa aproximadamente 9239 km²[21] lo cual supone un 90 % del territorio navarro. Los ríos de esta vertiente vierten sus aguas al mar Mediterráneo a través del río Ebro el cual discurre unos 90 km² por la comunidad marcando en gran parte de este recorrido el límite con la comunidad autónoma de La Rioja. Este río recibe las aportaciones de los principales ríos de Navarra: El Arga, El Ega y el Aragón, como cuencas principales, además de otras tres menores, Linares, Alhama y Queiles, aportándole 4180 hm³ lo cual supone el 23 % del caudal medio.[30]

La Comunidad Foral cuenta con 24 estaciones de aforo (4 en la vertiente cantábrica y 20 en la mediterránea) con el objetivo de controlar los caudales de ríos y acuíferos, registrar sus evoluciones y poder realizar previsiones basándose en modelos matemáticas que se apoyan sobre la ocurrencia y evolución futura, al mismo tiempo que ejercen una función como red de alarma y aviso ante posibles crecidas con el fin de mitigar en la medida de lo posible los daños producidos por avenidas, riadas e inundaciones. Estas estaciones se complementan con las propias de la Confederación Hidrográfica del Norte y del Ebro respectivamente.

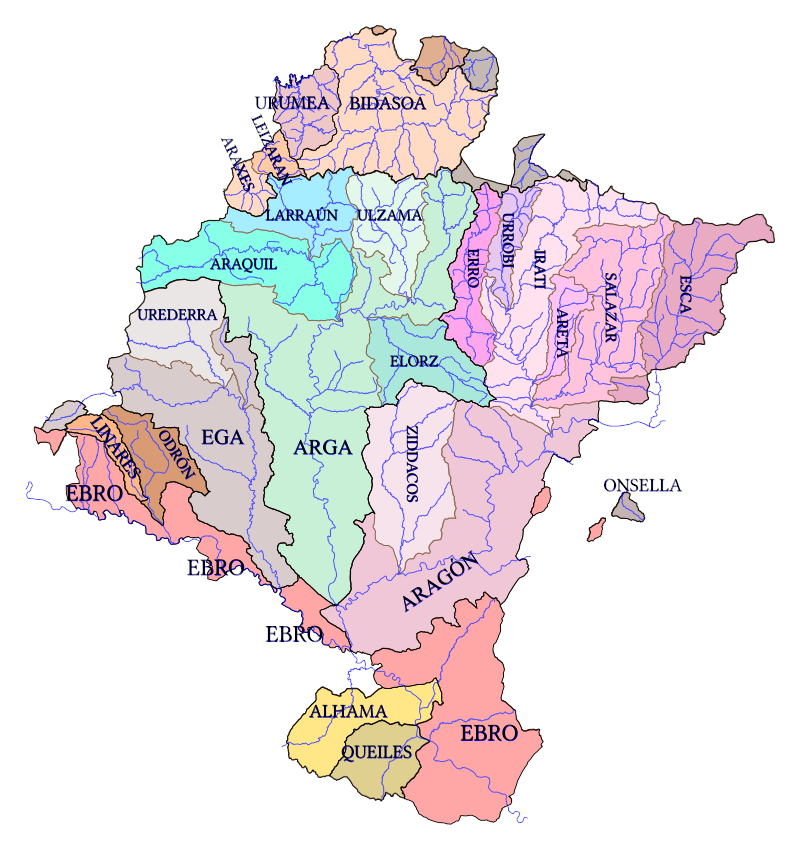
Cuencas hidrográficas319px

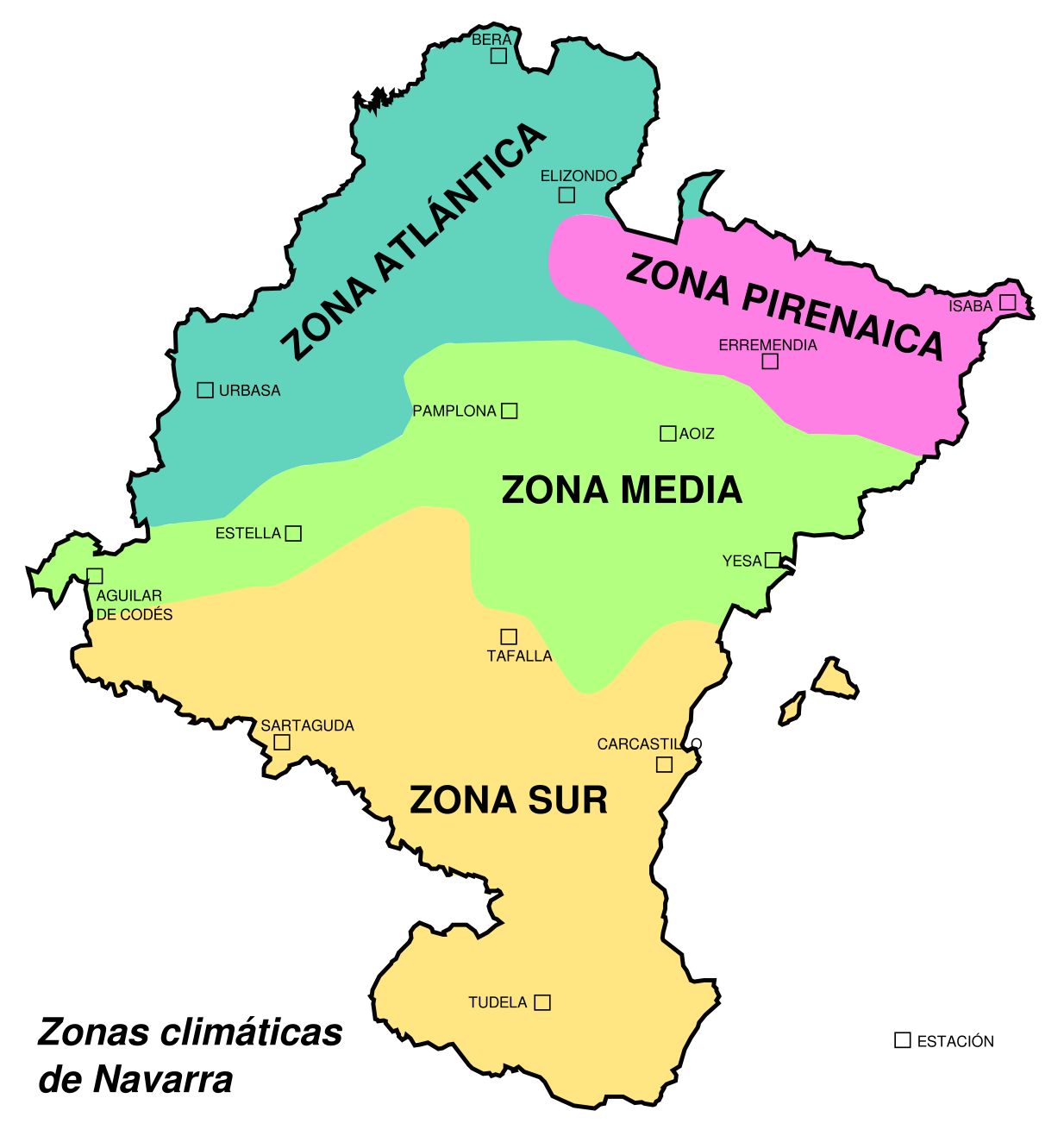
Navarra - Zonas climáticas

| Subcuencas                    | Cuenca     | Superficie (km²) | Superficie (km²) |
| ----------------------------- | ---------- | ---------------- | ---------------- |
| - Subcuenca del Ega           | Ebro       | 1060             | 9230             |
| - Subcuenca del Arga          | Ebro       | 2550             | 9230             |
| - Subcuenca del Aragón        | Ebro       | 3350             | 9230             |
| - Resto de la cuenca del Ebro | Ebro       | 2270             | 9230             |
| - Subcuenca del Bidasoa       | Cantábrica | 700              | 1000             |
| - Subcuenca del Urumea        | Cantábrica | 160              | 1000             |
| - Subcuenca del Araxes        | Cantábrica | 140              | 1000             |
| Cuencas de vergencia francesa |            |                  | 170              |
| Total                         | Total      | Total            | 10 300           |

### Clima
Condicionadas por el relieve, las zonas climáticas de Navarra son una mezcla de influencia montañesa de los Pirineos y mediterránea del valle del Ebro. Se distinguen cuatro zonas principales, habiendo una gran diferencia entre el clima del norte (mucho más húmedo y con precipitaciones frecuentes), al clima del sur (más mediterráneo y con temperaturas más altas y precipitaciones más esporádicas), pasando de los húmedos valles cantábricos del norte a las áridas y esteparias Bardenas Reales a orillas del río Ebro en pocos kilómetros. Las cuatro zonas serían:
- Zona Atlántica. Se extendería geográficamente por la parte más septentrional de Navarra abarcando los valles cantábricos, el corredor del río Araquil y las sierras de Urbasa y Andía en la parte meridional de la zona. Su clima es oceánico o marítimo de costa occidental (Cfb) según Köppen, donde predominan las lluvias, las nieblas y el sirimiri. Es la zona navarra más lluviosa con suaves oscilaciones de las temperaturas. Al sur de Urbasa puede presentarse cierta sequía estival.[34]
- Zona Pirenaica. Localizada en la Navarra nororiental en la parte alta de los valles pirenaicos (desde Esteríbar hasta Roncal). Su clima también es oceánico o marítimos de costa occidental (Cfb), pero con inviernos más fríos, mientras en las cotas más altas sería un clima subalpino o continental de verano fresco (Dfb) según la clasificación Köppen.[35]
- Zona Media. Se extiende por una amplia zona en la parte central de Navarra, abarcando por el norte comprende la Cuenca de Pamplona y la Cuenca Aoiz-Lumbier así como el tramo más bajo de los valles pirenaicos. Por el suroeste ocuparía las comarcas al pie de las sierras de Urbasa y Lóquiz, y el límite meridional estaría en las cercanías de Arróniz, Puente la Reina y Cáseda, incluyendo la Sierra de Ujué. Su altitud en general estaría por encima de los 400 m s. n. m. Dentro de esta zona climática se diferencian tres tipos de clima repartidos en dos áreas:
  1. Un área más al norte que presenta un clima suboceánico, marítimo de costa occidental Cf2b, con dos meses relativamente secos, según la clasificación Köppen.
  2. Un área más al sur que presenta una parte con un clima mediterráneo de veranos frescos Csb (con un veranos seco) y otra (en la parte oriental de las Sierras de Tabar e Izco) con un clima algo más continental, Cfa o subtropical húmedo, con veranos más lluviosos de lo habitual en un clima mediterráneo.[36]
- Zona Sur. Ocuparía la zona geográfica más meridional de Navarra, abarcando parte de la Zona Media y por completo la Ribera. Principalmente se detectan dos tipos de clima:
  - un tipo de clima mediterráneo Csa según Köppen en la parte norte, limitando con la Zona Media, con precipitaciones escasas y veranos cálidos y secos;
  - un tipo de clima clima estepario frío propio de la zona central del Valle del Ebro.[37]

### Demografía
La Comunidad Foral de Navarra ocupa en 2024 el puesto 15.º como comunidad autónoma más poblada con una población de 678 333 habitantes. Tiene una densidad de población de 65,28 hab./km².
A lo largo del siglo XX la población de Navarra aumentó de 307 669 a 556 263 habitantes. El ritmo de crecimiento fue lento hasta que en los años 1960 se produjo un importante desarrollo industrial en Navarra, especialmente concentrado en el área metropolitana de Pamplona que convirtió a la comunidad foral en receptora de inmigrantes. Esta fuerte evolución se mantuvo hasta los años 1980, década en la cual se produjo una importante reducción de la tasa de natalidad que llegó a cifras preocupantes en los años 1990, particularmente en el periodo comprendido entre 1990 y 1996. A partir de ese año se vuelve a apreciar un fuerte incremento de la población debido a la llegada de inmigrantes extraeuropeos y la tasa de natalidad sigue desde entonces aumentando.
| Gráfica de evolución demográfica de Navarra entre 1900 y 2022                                                                                           |
| |
| Población de derecho (1900-1991) o población residente (2001) según los censos de población del INE Población según el padrón municipal de 2018 del INE |

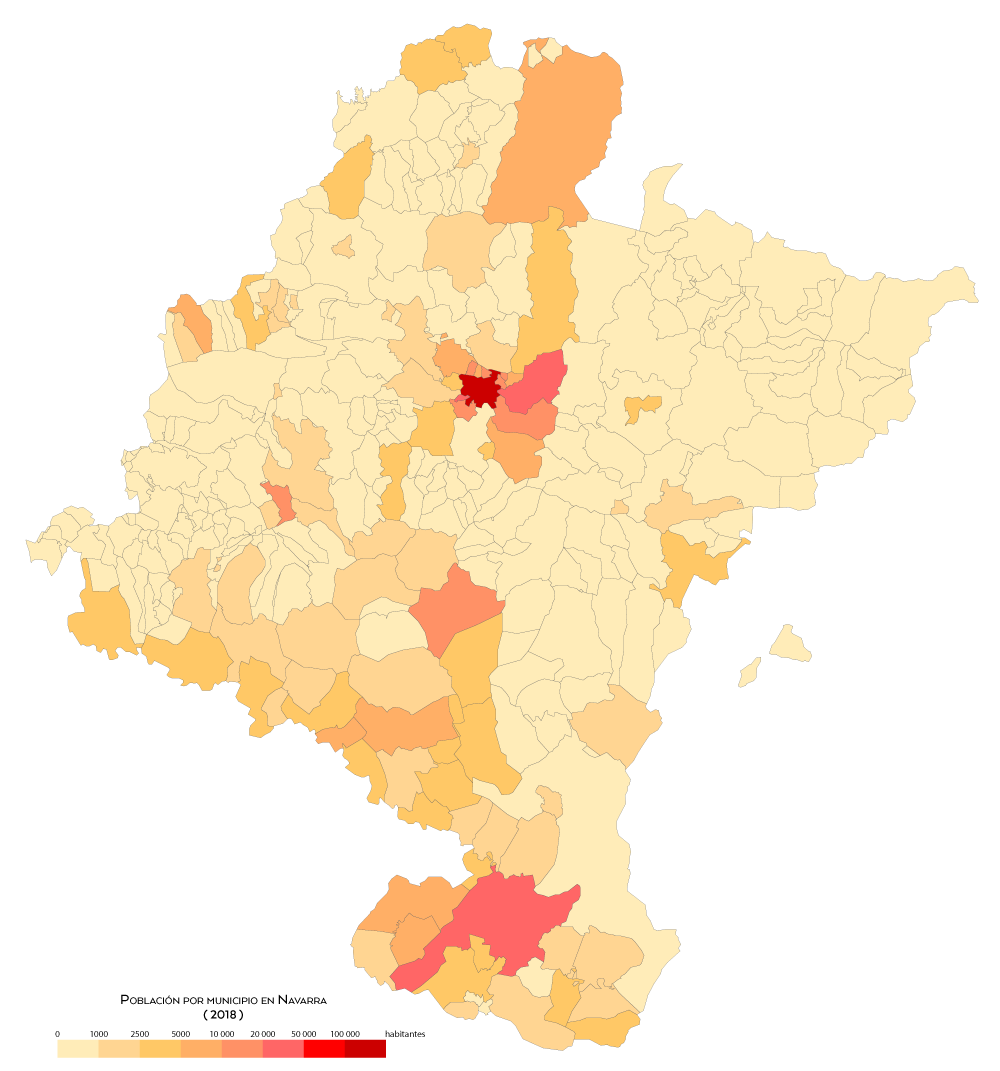
Población por municipio (2018)
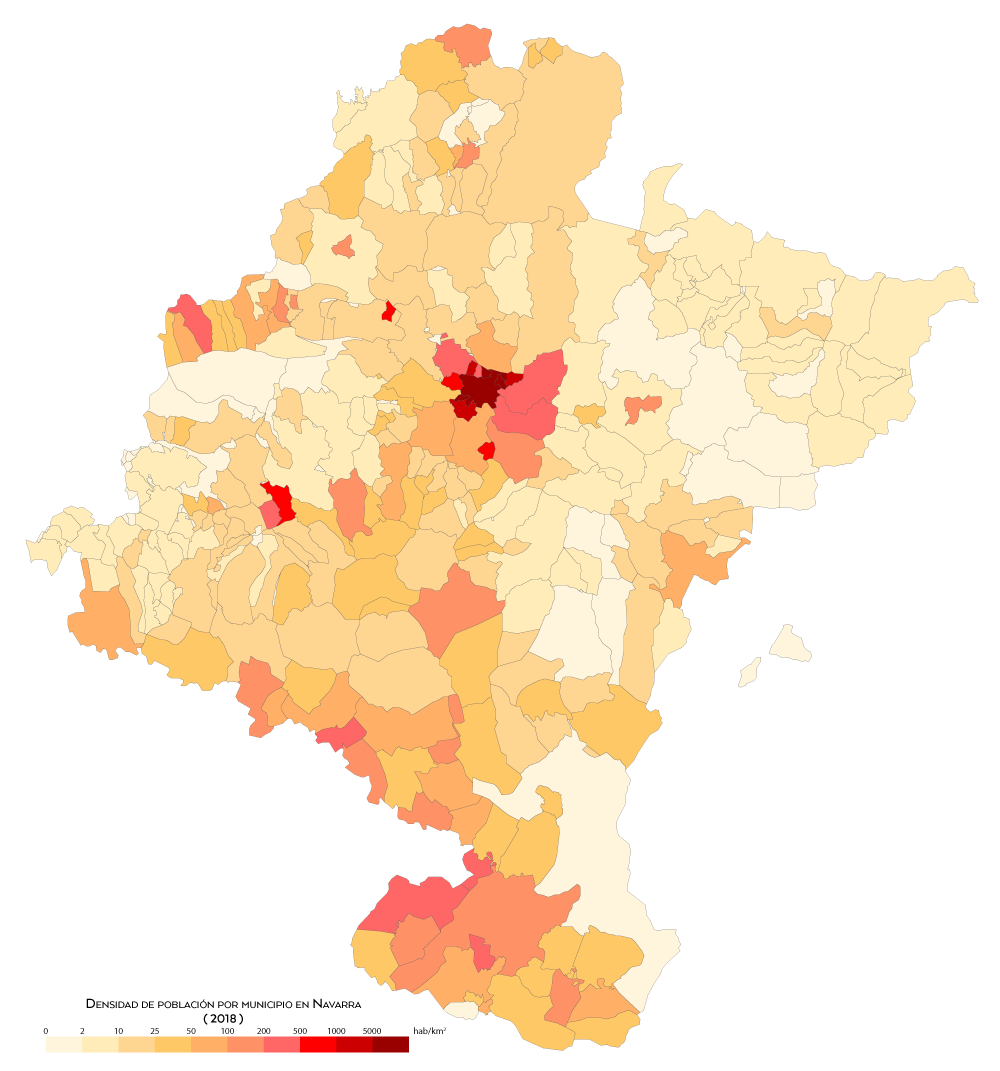
Densidad de población por municipio (2018)
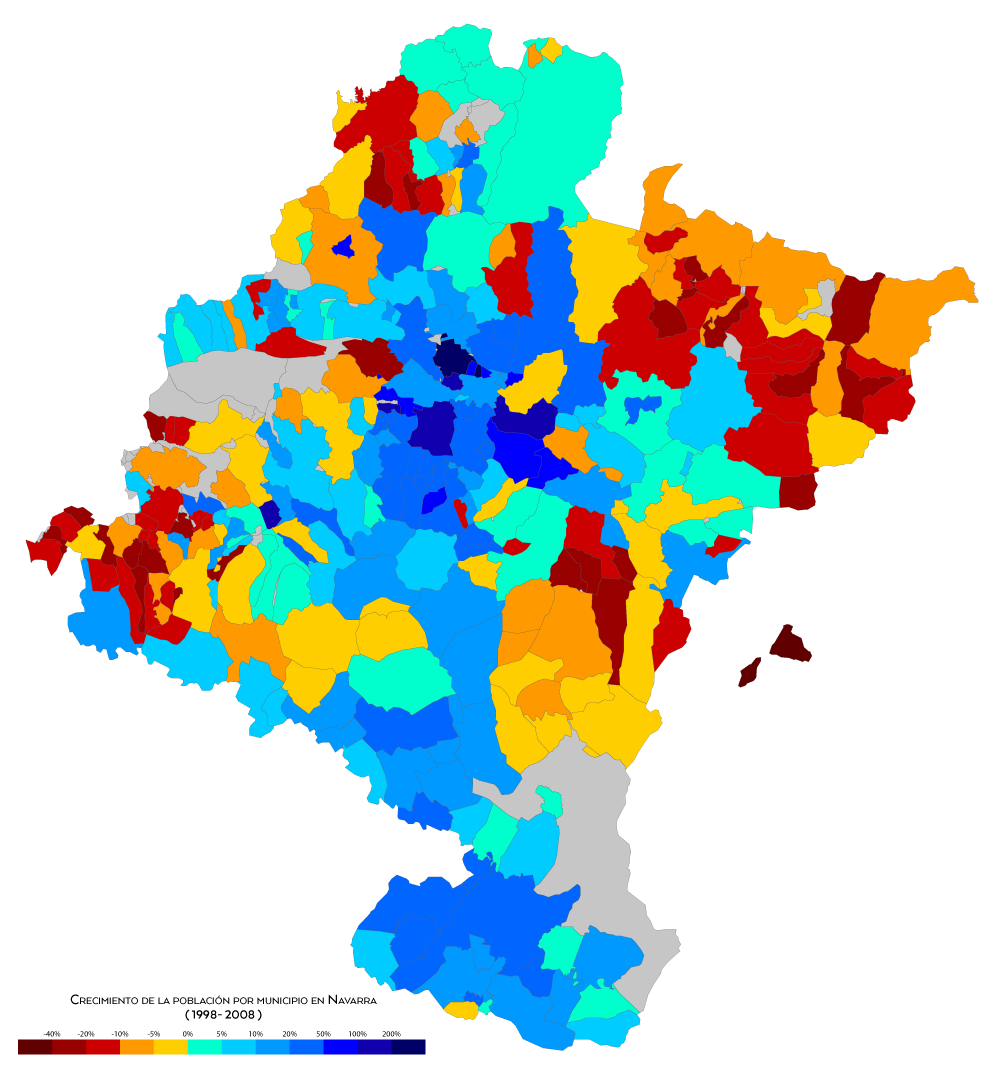
Crecimiento de la población por municipio entre 1998 y 2008.

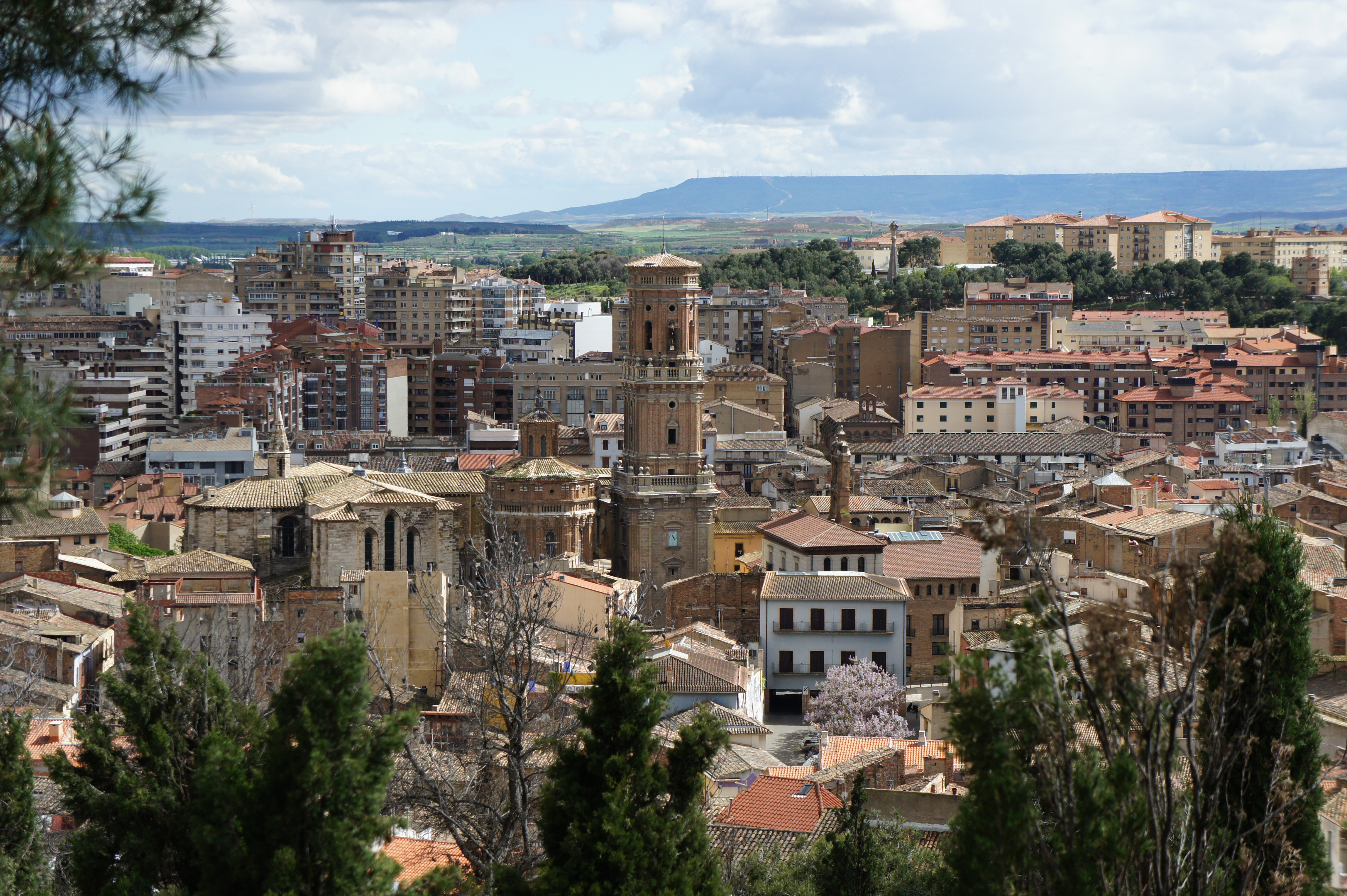
Panorámica de Tudela

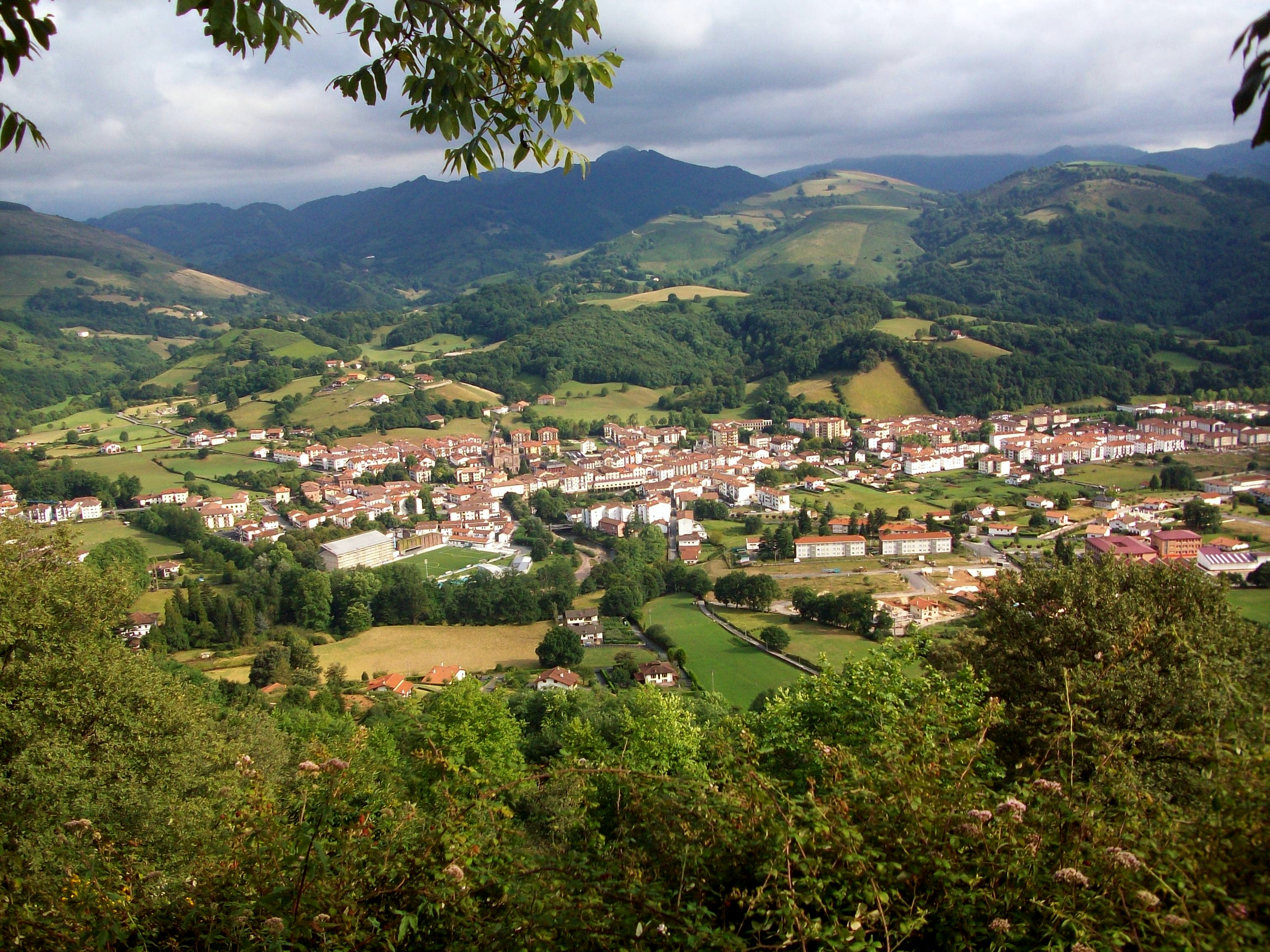
Elizondo en el Valle de Baztán

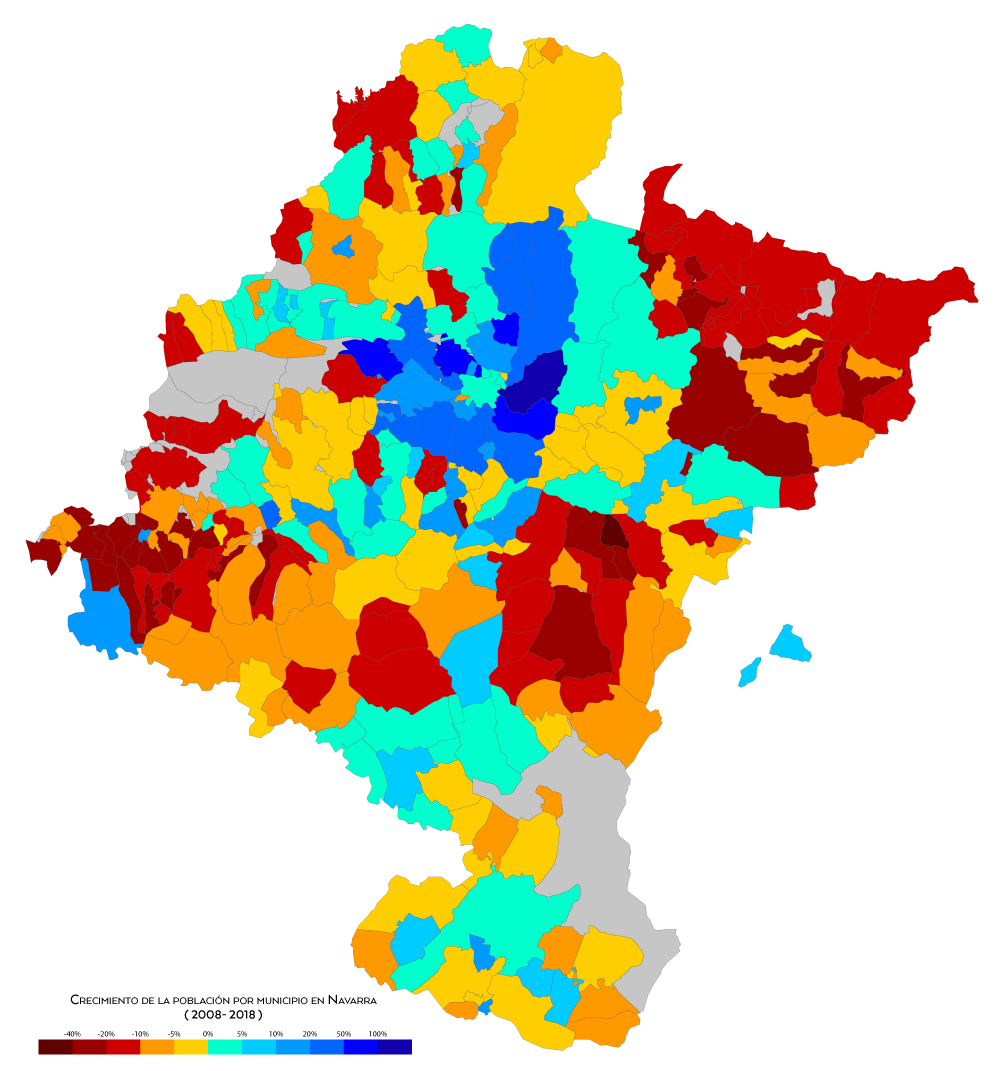
Crecimiento de la población por municipio entre 2008 y 2018.

### Distribución de la población
Más del 50 % de la población de Navarra se concentra en torno al área metropolitana de Pamplona. La zona de la Ribera del Ebro está compuesta por municipios bastante poblados, generalmente entre los 1000 y los 6000 habitantes, de manera que es una zona demográficamente activa, tras el núcleo metropolitano de Pamplona es el segundo núcleo poblacional de la provincia. Por otra parte las comarcas de Estella y Sangüesa están formadas por municipios poco poblados y demográficamente regresivos. De los 272 municipios de Navarra 153 tienen menos de 500 habitantes, 36 entre 500 y 1000, 71 entre 1000 y 10 000 y 12 más de 10 000. Los 20 municipios más poblados de Navarra son los indicados en la siguiente tabla. Datos obtenidos del Instituto Nacional de Estadística en 2018, con denominación oficial del municipio indicada por el I.N.E.:
| Posición | Municipio      | Población |
| -------- | -------------- | --------- |
| 1.ª      | Pamplona       | 203 418   |
| 2.ª      | Tudela         | 37 247    |
| 3.ª      | Valle de Egüés | 21 795    |
| 4.ª      | Burlada        | 20 398    |
| 5.ª      | Barañáin       | 19 537    |
| 6.ª      | Zizur Mayor    | 15 497    |
| 7.ª      | Estella        | 13 977    |
| 8.ª      | Aranguren      | 12 156    |
| 9.ª      | Berriozar      | 10 765    |
| 10.ª     | Ansoáin        | 10 588    |
| 11.ª     | Tafalla        | 10 576    |
| 12.ª     | Villava        | 10 022    |
| 13.ª     | Valle de Elorz | 8367      |
| 14.ª     | Corella        | 8336      |
| 15.ª     | Cintruénigo    | 8106      |
| 16.ª     | Baztán         | 7851      |
| 17.ª     | Alsasua        | 7504      |
| 18.ª     | Berrioplano    | 7453      |
| 19.ª     | Huarte         | 7312      |
| 20.ª     | San Adrián     | 6373      |

La provincia de Navarra es la 22.ª de España en que existe un mayor porcentaje de habitantes concentrados en su capital (30,74 %, frente al 31,96 % del conjunto de España).

### Migración
En 2022 el Instituto de Estadística de Navarra (Nastat), organismo público oficial, 590 642 personas de nacionalidad española (88.94 %) frente a 73 475 extranjeros (11.06 %) sobre un total registrado de 664 117.

#### Movimientos migratorios
- Entre 1900 y 1950: En Navarra la emigración era superior a la inmigración, sobre todo en las áreas rurales del norte de la comunidad. Los principales países de destino de los emigrantes navarros fueron Argentina, Colombia, Venezuela, Chile y México, hasta 1950. A partir de 1950, comenzaron a dirigirse a países de Europa occidental como Francia, Bélgica, Suiza o Alemania.
- En la década de 1960: Navarra pasó a ser una región receptora de inmigrantes que llegaban de otras regiones españolas, especialmente del País Vasco, Andalucía, Castilla y León, La Rioja y Extremadura, atraídos por los nuevos puestos de trabajo que se crearon con la industrialización.
- Entre 1980 y 1999: La crisis económica frenó la llegada de trabajadores de otras comunidades autónomas a Navarra, pero esta empezó a recibir inmigrantes procedentes de otros países, desde finales de los años 1990 llegaron a Navarra, argelinos, bolivianos, peruanos, ecuatorianos, argentinos, dominicanos y, en menor proporción, de otros lugares de Asia, América del norte, África y Europa.
- Desde el año 2000: La llegada de emigrantes procedentes de la Europa del Este como Rusia, Rumania, Bulgaria y Polonia, aumenta de forma considerable.[43]
- Desde el año 2005: La llegada de emigrantes procedentes de la África como Guinea Ecuatorial país de habla hispana de África, Marruecos por ser un vecino y ser el castellano el idioma de moda a la hora de estudiar una lengua extranjera, y Argelia, aumenta de forma considerable.[43]

## Gobierno y política

### Instituciones forales

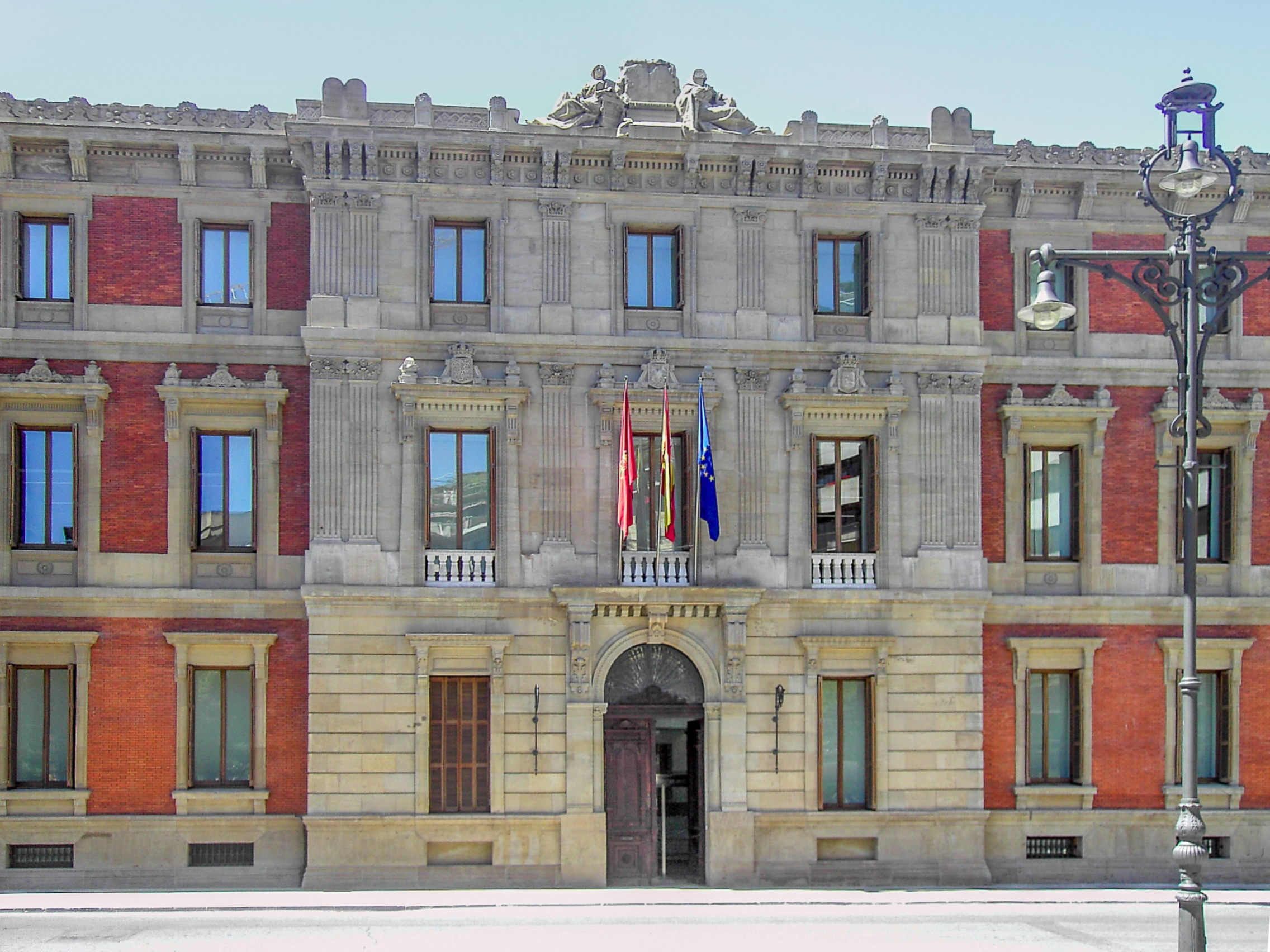
Parlamento de Navarra, Pamplona

- Parlamento de Navarra: órgano legislativo de representación política que lo elige y aprueba las leyes que han de regir en Navarra sobre las competencias que ostenta como Comunidad Foral. El Parlamento elige al Presidente del Gobierno de Navarra y ejerce la labor de impulso y control de las actuaciones del Gobierno de Navarra.

- Gobierno de Navarra: el Gobierno de Navarra o Diputación Foral es el órgano colegiado que, bajo la dirección de su presidente, establece la política general y dirige la Administración de la Comunidad Foral de Navarra. Está compuesto por el presidente y los consejeros, que son nombrados por el presidente (ver composición: Gobierno de Navarra). Al Gobierno le corresponde la potestad reglamentaria y la función ejecutiva.

- Cámara de Comptos de Navarra: la Cámara de Comptos es la institución fiscalizadora de la gestión económica y financiera del sector público de la Comunidad Foral de Navarra.

- Defensor del Pueblo: el Defensor del Pueblo o Ararteko en euskera, es la institución que, por mandato del Parlamento, vela por el cumplimiento de los derechos fundamentales y las libertades públicas de los ciudadanos, y con esta finalidad supervisa la actuación de las Administraciones Públicas y de los entes locales de Navarra.

### Presidentes del Gobierno
Desde 1979 hasta 1984, los presidentes de Navarra ostentaban el cargo de presidente de la Diputación Foral de Navarra, hasta que en el año 1984, se cambió la denominación y el cargo pasó a llamarse Presidencia del Gobierno de Navarra; en este sentido, el primer presidente del Gobierno de Navarra fue Gabriel Urralburu. Actualmente la presidenta es María Victoria Chivite Navascués, desde 2019.

### Resultados electorales
Los resultados electorales de las elecciones al Parlamento de Navarra desde la aprobación de la Constitución de 1978 puede verse en la tabla adjunta:
| Candidatura                                                  | 2019 | 2015 | 2011 | 2007 | 2003 | 1999 | 1995 | 1991 | 1987 | 1983 | 1979 |
| ------------------------------------------------------------ | ---- | ---- | ---- | ---- | ---- | ---- | ---- | ---- | ---- | ---- | ---- |
| Navarra Suma (NA+)                                           | 20   |      |      |      |      |      |      |      |      |      |      |
| Partido Socialista de Navarra (PSN-PSOE)                     | 11   | 7    | 9    | 12   | 11   | 11   | 11   | 19   | 15   | 20   | 15   |
| Geroa Bai (GBai)                                             | 9    | 9    |      |      |      |      |      |      |      |      |      |
| Bildu-Euskal Herria Bildu (EH Bildu)                         | 7    | 8    | 7    |      |      |      |      |      |      |      |      |
| Izquierda-Ezkerra (I-E-N)                                    | 1    | 2    | 3    |      |      |      |      |      |      |      |      |
| Podemos-Ahal Dugu Nafarroa                                   | 2    | 7    |      |      |      |      |      |      |      |      |      |
| Unión del Pueblo Navarro (UPN)                               |      | 15   | 19   | 22   | 23   | 22   | 17   | 20   | 14   | 13   | 13   |
| Alianza Popular (AP)-Partido Popular (PP)                    |      | 2    | 4    |      |      |      |      |      | 2    | 8    |      |
| Nafarroa Bai (NaBai)                                         |      |      | 8    | 12   |      |      |      |      |      |      |      |
| Izquierda Unida de Navarra-Nafarroako Ezker Batua (IUN-NEB)  |      |      |      | 2    | 4    | 3    | 5    | 2    |      |      |      |
| Convergencia de Demócratas de Navarra (CDN)                  |      |      |      | 2    | 4    | 3    | 10   |      |      |      |      |
| Eusko Alkartasuna (EA)-Partido Nacionalista Vasco (EAJ-PNV)  |      |      |      |      | 4    | 3    |      |      |      |      |      |
| Aralar                                                       |      |      |      |      | 4    |      |      |      |      |      |      |
| Herri Batasuna (HB)-Euskal Herritarrok (EH)                  |      |      |      |      |      | 8    | 5    | 6    | 7    | 6    | 9    |
| Eusko Alkartasuna (EA)                                       |      |      |      |      |      |      | 2    | 3    | 4    |      |      |
| Unión Demócrata Foral (UDF)                                  |      |      |      |      |      |      |      |      | 3    |      |      |
| Euskadiko Ezkerra (EE)                                       |      |      |      |      |      |      |      |      | 1    |      |      |
| Centro Democrático y Social (CDS)                            |      |      |      |      |      |      |      |      | 4    |      |      |
| Euzko Alderdi Jeltzalea-Partido Nacionalista Vasco (EAJ-PNV) |      |      |      |      |      |      |      |      |      | 3    |      |
| Nacionalistas Vascos                                         |      |      |      |      |      |      |      |      |      |      | 3    |
| Agrupaciones Electorales de Merindad (Amaiur)                |      |      |      |      |      |      |      |      |      |      | 7    |
| Unión Navarra de Izquierdas (UNAI)                           |      |      |      |      |      |      |      |      |      |      | 1    |
| Partido Carlista (EKA)                                       |      |      |      |      |      |      |      |      |      |      | 1    |
| Agrupación Electoral Independientes Forales Navarros (IFN)   |      |      |      |      |      |      |      |      |      |      | 1    |
| Unión de Centro Democrático (UCD)                            |      |      |      |      |      |      |      |      |      |      | 20   |
| Total de diputados                                           | 50   | 50   | 50   | 50   | 50   | 50   | 50   | 50   | 50   | 50   | 70   |

Puede apreciarse que los resultados electorales muestran una estructuración más o menos continua entre tres bloques ideológicos: la derecha navarrista (UPN y PP principalmente), el centroizquierda navarro (PSN-PSOE) y diversos partidos nacionalistas vascos coaligados en multitud de coaliciones y partidos, actualmente representados con EH Bildu y Geroa Bai. En este escenario, Izquierda Unida de Navarra (Izquierda-Ezquerra) ha ocupado el espacio comprendido entre el PSN-PSOE y las opciones nacionalistas vascas.

### Fueros

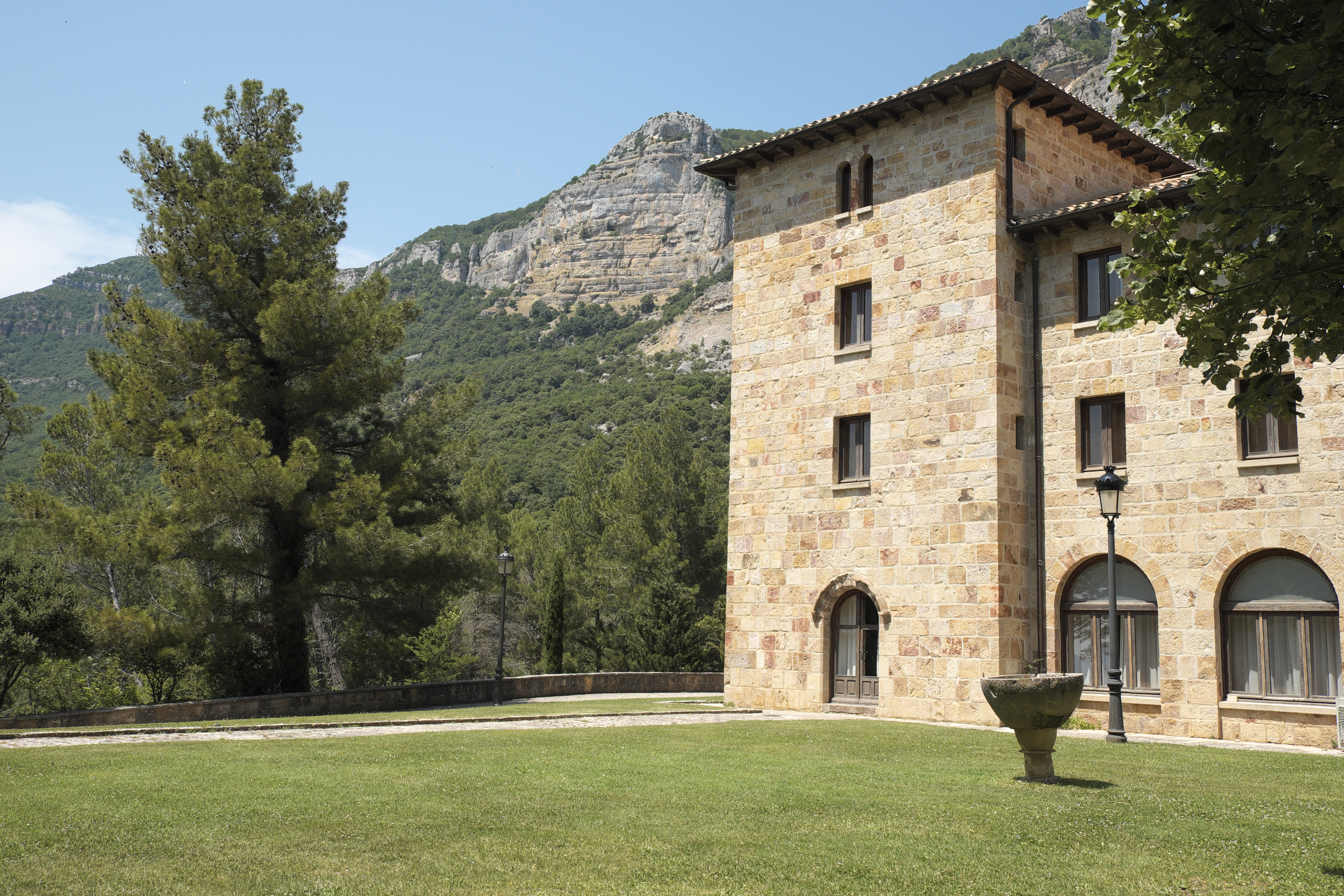
Monasterio de Leyre

#### Significado y extensión
En el aspecto más amplio se entiende por fuero todo el corpus legislativo y las fuentes del derecho propio que se ha dotado Navarra a lo largo de su historia.
En otro aspecto más concreto se entiende por fuero los estatutos y reglamentos que regulaban la relación del Reino y del rey. El concepto navarro de reino no era territorial sino gentilicio, el reino eran sus naturales, vecinos, municipios, corporaciones, palacios de armería, señores, monasterios y prelados que tenían un pacto con el rey, lo reconocían como tal a cambio de que jurara respetar sus leyes, fueros, usos y costumbres. Hay que recordar a este respecto el lema de los Infanzones de Obanos: Pro Libertate Patria, Gens Libera State. Las Cortes de Navarra fueron el órgano legislativo por excelencia en los mil años de historia del Reyno. La legislación de otros reinos y las órdenes del Rey, sobre todo después de la conquista de Castilla, que se pretendían imponer en Navarra llevaban sobrecarta de Contrafuero o Agravio.
El concepto cambió de matiz al ser abolido el Reino, se pierde la capacidad absoluta de legislar y debe atenerse a la «unidad constitucional». Ahora el Pacto cambia de protagonistas: el Reino es ahora provincia foral y el rey es ahora el Estado español. Con esta teoría se quiso defender el carácter paccionado de la Ley de Modificación de Fueros de 1841. Es un Pacto-Ley que regula las competencias de Navarra y el Estado, la contribución económica y es inmodificable por una sola de las partes.
En este proceso abolitorio del Reino de Navarra quedaron derogadas muchas leyes, aunque en opinión de Aizpún, hay que entender que sigue vigente lo no expresamente derogado. En cualquier caso Navarra tiene plena capacidad legislativa en materia fiscal y tributaria, así como en Derecho Civil cuya última recopilación es de 1973 el denominado Fuero Nuevo.
Tras la Constitución española de 1978, inspirado en los mismos principios de Ley Pactada, fue aprobada la Ley Orgánica de Reintegración y Amejoramiento Foral de Navarra, conocida como Amejoramiento. Se pretendió adaptar el régimen foral a lo establecido en la Constitución, sobre todo en lo referido a la constitución de autonomías. Navarra hizo uso de la Disposición Adicional Primera en la que se reconocen y amparan los derechos históricos y no de lo previsto en el Título VIII como otras autonomías, por tanto Navarra es una comunidad foral que recoge, actualiza y «amejora» su tradición foral, equivalente, pero con caracteres específicos, a una comunidad autónoma.
No obstante el Tribunal Supremo y el Constitucional se han pronunciado repetidamente en el sentido de considerar a Navarra una comunidad autónoma más.

#### Evolución

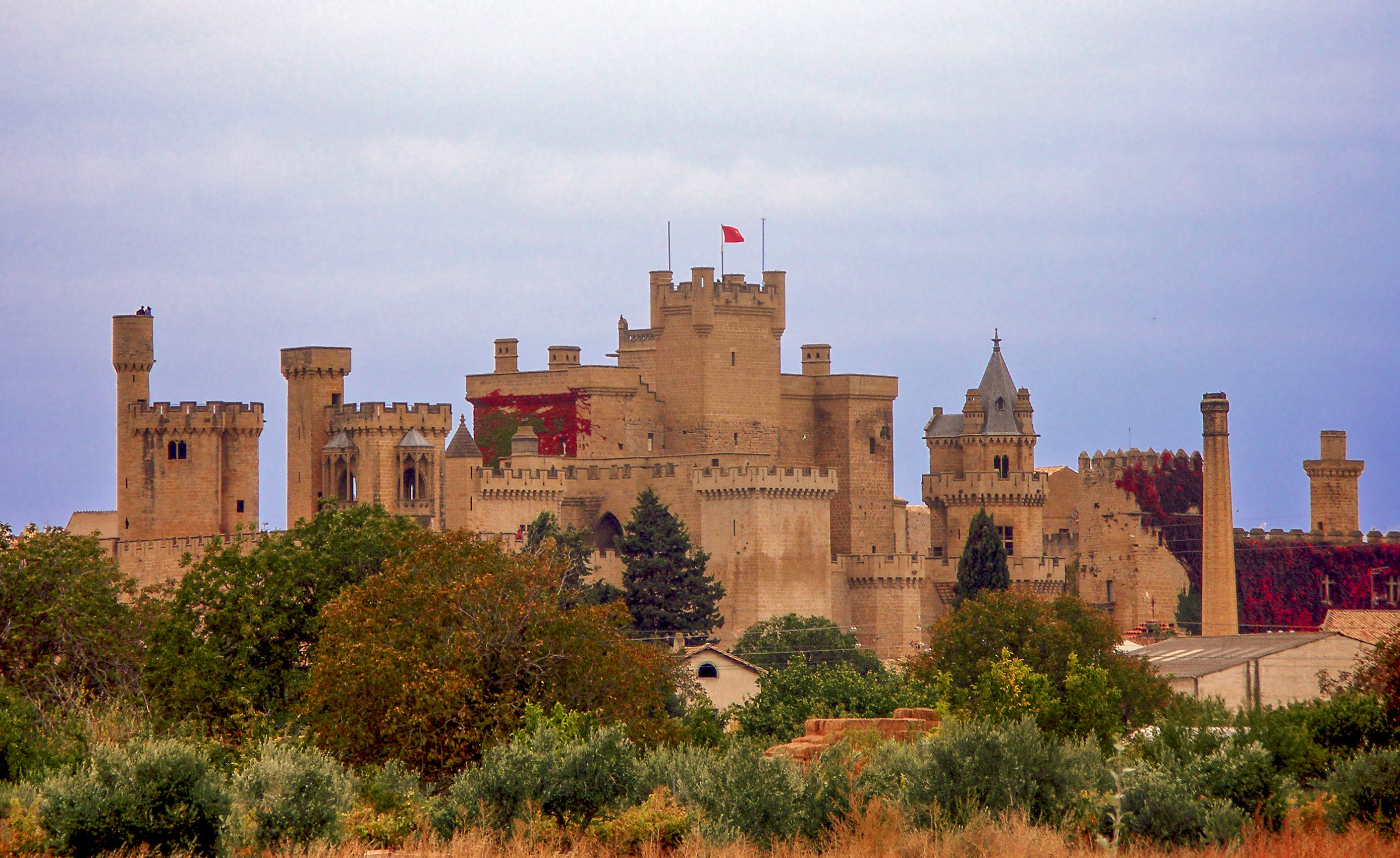
Palacio Real de Olite. Este fue quemado por Espoz y Mina, para, en teoría, evitar que los franceses, huyendo de Navarra, se hicieran fuertes en él

La Alta Navarra del Reino de Navarra fue conquistada por las coronas de Castilla y de Aragón, ya unificadas, en 1512. Navarra se mantuvo reino con la fórmula «Unión Principal» o «Eque Principal» esto es, cada reino mantenía su soberanía pero compartían el mismo rey, Navarra renunciaba a tener rey privativo obligándose a que lo fuera siempre el de Castilla. El gobierno directo lo realizaba la figura de un «virrey» nombrado por los conquistadores. Solo hubo un virrey navarro, Francisco Espoz y Mina en el año 1834.
La Baja Navarra por su parte, mantuvo su independencia como parte de los dominios de la casa de Albret, cuyos titulares conservaron el título de reyes de Navarra. Más tarde la casa de Albret entroncó con una rama de la casa real francesa, los Borbones, los cuales adquirieron los títulos y posesiones de los Albret. Posteriormente, el jefe de la Casa de Borbón, Enrique de Borbón (Enrique III de Navarra), líder del bando hugonote en las guerras de religión francesas asumió también la corona de Francia, como Enrique IV de Francia, tras convertirse al catolicismo (atribuyéndosele la célebre frase «París bien vale una misa»). Fue su sucesor, Luis XIII de Francia (y II de Navarra), quien incorporó Navarra a la corona de Francia en 1624.

#### La reducción foral
Ninguna de las constituciones españolas del siglo XIX, con excepción de la de Bayona, reconocieron los fueros de Navarra, por lo que, salvo durante los periodos de régimen absolutista, tanto las instituciones como los fueros de Navarra quedaban derogados.
Tras la Primera Guerra Carlista, en el Convenio de Vergara, Espartero se comprometió a proponer a las Cortes la concesión o modificación de los fueros, lo que se materializaba por la Ley de Confirmación de Fueros de 25 de octubre de 1839, que confirmaba los fueros sin perjuicio de la unidad constitucional de la Monarquía, y se hizo efectivo por la Ley de Modificación de Fueros de 16 de agosto de 1841, que quedó incorporada a la Ley Orgánica 13/1982, de 10 de agosto, de Reintegración y Amejoramiento del Foral de Navarra.
Hasta esa fecha existían aduanas en el río Ebro y se acuñaba moneda con una única leyenda: Rey de Navarra. Con la ley paccionada, Navarra dejó de ser denominada reino, y pasó a ser denominada provincia, ajustándose a lo dispuesto en la División territorial de España en 1833 de Javier de Burgos.
Tras la guerra civil española se mantienen los fueros en Navarra ya que había apoyado el alzamiento de los sublevados.

#### Los Fueros en la constitución de 1978

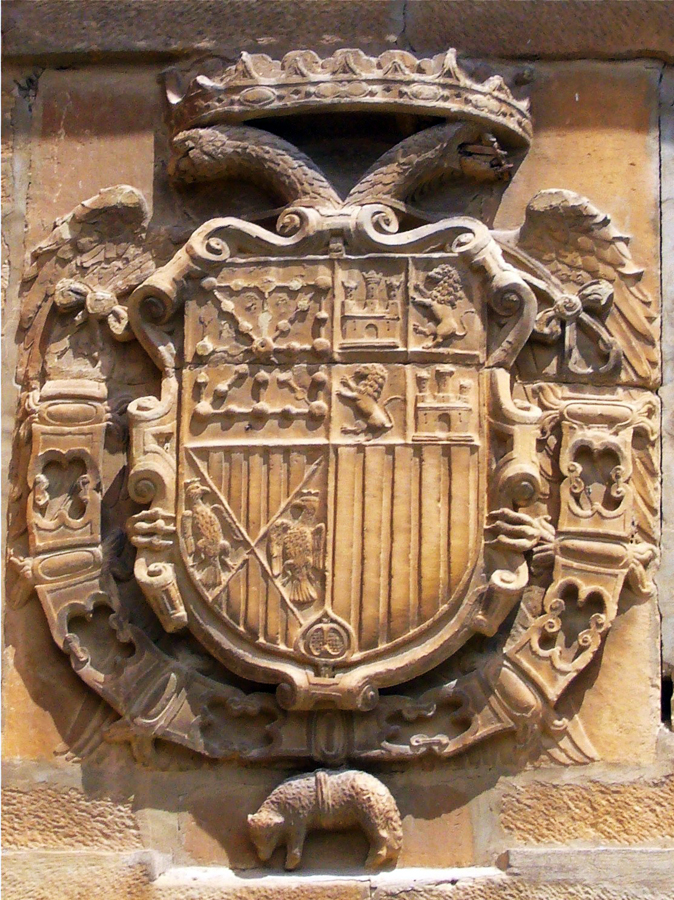
Escudo de Carlos I en la muralla de Viana, con las armas de Navarra en lugar preferente

El fin de la dictadura y la reinstauración del sistema democrático da lugar a una nueva constitución en 1978. Para su redacción definitiva, es la problemática foral uno de los elementos más complicados de consensuar. Mientras se brindaba a otras comunidades un sistema de autogobierno, en Navarra ya existía un régimen similar, aunque reducido desde 1841.
El texto constitucional en la Disposición Adicional Primera reconoce que:

«La Constitución ampara y respeta los derechos históricos de los territorios forales(»

Navarra se rige por la Ley Orgánica 13/82 de 10 de agosto de Reintegración y Amejoramiento del Régimen Foral de Navarra, que en su artículo 2.1 expresa que:

«Los Derechos originarios e históricos de la Comunidad Foral de Navarra serán respetados y amparados por los poderes públicos con arreglo a la ley de 25 de octubre de 1839, a la ley paccionada de 16 de agosto de 1841 y disposiciones complementarias, a la presente Ley Orgánica y a la Constitución, de conformidad con lo previsto en el párrafo primero de su disposición adicional primera»

#### Especificidades forales

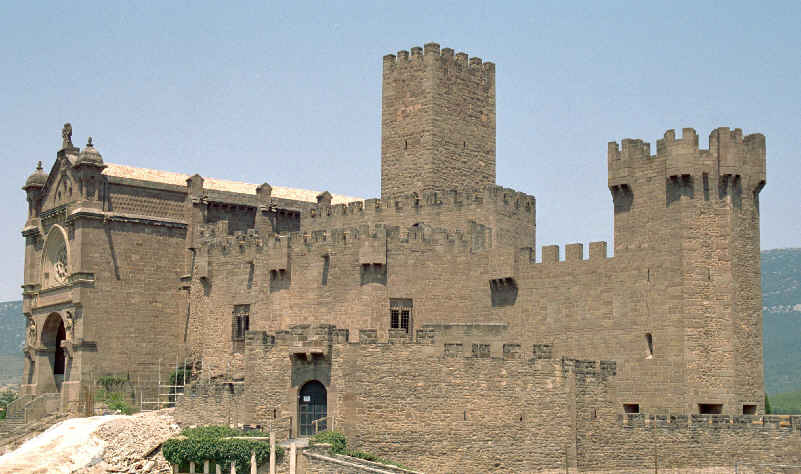
Castillo de Javier

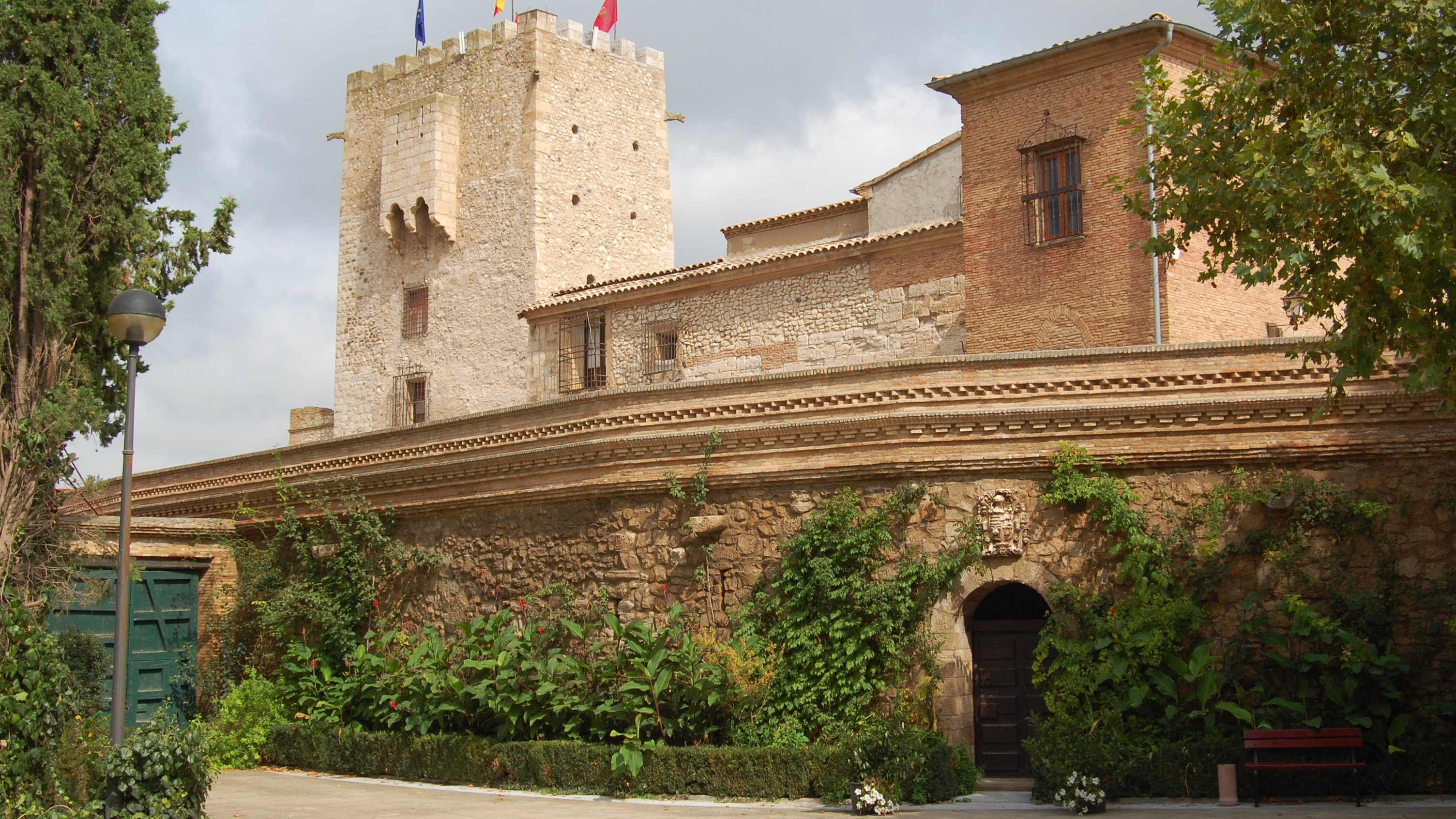
Castillo de Cortes

El régimen foral permite a Navarra tener ciertas competencias como su propia Policía Foral de Navarra, un sistema fiscal diferente y otros, aunque su equivalente a un estatuto de autonomía del resto de comunidades autónomas, que en Navarra toma forma por Ley Orgánica de Reintegración y Amejoramiento Foral de Navarra, se realizó tras la promulgación de la LOAPA, lo que tuvo por consecuencia una limitación al autogobierno de Navarra; aun así, la Comunidad Foral de Navarra posee su propia legislación en ciertas materias civiles y fiscales. He aquí algunos ejemplos más destacados:
- En Derecho Civil, Navarra posee su propio Derecho Civil Foral que prima sobre el Código civil español, y donde la costumbre prima en el orden de prelación de fuentes.[49]

- En Navarra rige la legítima foral, que permite la libre disposición del 100 % de la herencia, de manera que en la comunidad foral «dos o más personas pueden hacer testamento en un mismo documento» y «existe plena libertad para disponer de los bienes».[50]
- Entre personas físicas, las particularidades fiscales en la tributación por herencia realizada de padres a hijos (0.8 % de la herencia), motivo por el cual grandes fortunas decidieron tributar en esta comunidad, cumpliendo el requisito de estar empadronado al menos seis meses al año en Navarra.[51] No obstante, las comunidades limítrofes con las comunidades con régimen fiscal especial, Cantabria y La Rioja, han suprimido prácticamente el tributo para descendientes y cónyuges,[52] y la Comunidad de Madrid o la Comunidad Valenciana lo suprimieron completamente el año 2007.

- Entre las personas jurídicas (empresas) también existían hace pocos años ciertas ventajas fiscales, por ejemplo, un estudio[53] indicaba que las empresas cántabras en 1996 habrían obtenido un ahorro del 57 %, y del 42 % en 1997 si se les hubiera aplicado el régimen tributario foral. Pero este tratamiento se ha visto equiparado paulatinamente, impulsado tanto por las declaraciones de inconstitucionalidad impulsadas por comunidades vecinas, por ejemplo la STC 96/2002, de 25 de abril,[54] como por las reclamaciones efectuadas ante la Unión Europea.[55]

- En Derecho Tributario, Navarra tiene potestad legislativa plena en materia tributaria, así como en la inspección y recaudación de todos los impuestos. Aprueba sus gastos y fiscaliza sus cuentas. Al Estado aporta el importe establecido en el Convenio Económico, calculado este en función de la recaudación y de la renta navarra sobre la general para el mantenimiento de las competencias exclusivas del estado.

- En administración local Navarra tiene competencias más amplias que otras comunidades autónomas, con una legislación propia que abarca el régimen de funcionarios, bienes, contratos y hacienda local. Como entidad local propia de carácter inframunicipal existe el concejo. También es peculiar su régimen de control de la legalidad de la actuación de las entidades locales a través del Tribunal Administrativo de Navarra.[56]
- Estos últimos años, Navarra ha sido precursora en legislación ambiental, como con la prohibición de la comercialización de plásticos de un solo uso en 2018;[57] legislación que aprobó el estado en 2022.[58]

Las materias de derecho civil (así como otras distintas como el derecho tributario) solo se aplican a aquellos que gozan de la vecindad civil foral navarra, que se obtiene bien tras 10 años de residencia ininterrumpida en territorio foral bien por matrimonio o filiación, en caso general. En el caso de no disponer de dicha condición, estas materias quedan regidas por el derecho común.

### Organización territorial

Municipios y comarcas de Navarra

En la Edad Media y durante la vigencia de la Diputación Provincial las Merindades tuvieron protagonismo como ente territorial e incluso como demarcación electoral (desde 1841 hasta el final del franquismo, la merindad desempeñó funciones de circunscripción electoral para las elecciones provinciales de los diputados forales; también fue la circunscripción electoral utilizada en la elección de los integrantes del Parlamento Foral en la legislatura autonómica 1979-1983). Actualmente las merindades carecen de competencias administrativas, si bien sus territorios coinciden con los actuales partidos judiciales (aunque en dos de ellas cambia la ciudad de referencia).

#### Merindades

Merindades históricas de Navarra. En verde: merindad de Pamplona; en azul: merindad de Estella; en rojo, merindad de Sangüesa; en marrón: merindad de Olite; en amarillo, merindad de Tudela. El municipio de Luzaide/Valcarlos aparece en la merindad de Sangüesa, pero perteneció históricamente a la merindad de Ultrapuertos o Baja Navarra

Navarra se ha dividido históricamente en merindades:
- Merindad de Pamplona
- Merindad de Tudela
- Merindad de Estella
- Merindad de Olite
- Merindad de Sangüesa

Hasta 1530, el Reino de Navarra (en España) incluyó también el territorio de Baja Navarra, conocida general pero impropiamente como Sexta Merindad o Merindad de Ultrapuertos, ya que se gobernaba desde Sangüesa. Su ciudad más importante es San Juan Pie de Puerto. A la Baja Navarra perteneció también el actual municipio español de Luzaide/Valcarlos.

#### Comarcas

Comarcas geográficas

Navarra se divide a efectos geográficos en tres comarcas diferenciadas por la geografía de la zona. Esta división comarcal de Alfredo Floristán Samanes y Salvador Mensua Fernández sigue criterios relacionados con el relieve, el clima, la vegetación y a veces, la historia.
- La Ribera de Navarra, que a su vez suele dividirse en las zonas oriental y occidental, cuyos núcleos más destacados de población son Tudela y Corella. Está situada al sur de la comunidad. El clima es Mediterráneo Continental, es árida y seca. Su vegetación es pobre perenne y xerófila. El límite entre la zona Media y la Ribera es difícil de trazar. Su comienzo lo muestran la abundancia de rocas yesíferas, los amplios regadíos y los grandes pueblos. La Ribera se divide en dos partes. La Ribera Tudelana u Oriental y la Ribera Estellesa u Occidental.[60]

- La Zona media. Está formada por somontanos, valles y piedemontes; está separada de la montaña por las sierras de Urbasa, Andía, el Perdón, Alaiz, Izco y Leyre. Tiene mayor altitud que la Ribera. Está dividida en dos partes por el río Arga, la Occidental o Tierra Estella y la Oriental.[60]

- La Zona de la montaña, que comprende una serie de valles franqueados por las sierras de Aralar, Urbasa y Andía en su parte más occidental y de los Pirineos en la parte central y oriental de la región. Está situada al norte de la comunidad, es una zona de lluvias abundantes, que disminuyen de norte a sur. En toda la zona dominan las alturas superiores a los 600 metros. El curso alto del río Arga separa los valles pirenaicos de los valles vasco-cantábricos. Los ríos han excavado valles encajonados, con garganta angostas.[60]

##### Zonificación 2000

Zonificación 2000

Esta zonificación de carácter general fue definida en el estudio de prospectiva Navarra 2000, es reiteradamente utilizada y es incluso aceptada formalmente por otras instituciones ajenas al Gobierno de Navarra como por ejemplo el Ministerio de Agricultura, Pesca y Alimentación, pero carece de una regulación adecuada que permita su utilización general con una nomenclatura homogénea. Esta zonificación no cuestiona ninguna de las existentes ni de las que los distintos Departamentos del Gobierno de Navarra puedan definir en el futuro. Divide a Navarra en 7 zonas, 18 subzonas y 68 áreas.

#### Entidades locales
La Ley Foral 6/1990, de 2 de julio, de la administración local de Navarra, establece en sus artículos 2 y 3.1 cuáles son los tipos de entidades locales existentes en esta Comunidad:

- Art. 2: Los municipios son las entidades locales básicas en que se organiza territorialmente la Comunidad Foral de Navarra.
- Art. 3: Además de los municipios, tienen también la condición de entes locales de Navarra:
  - a) Los Distritos Administrativos.
  - b) Los Concejos.
  - c) La Comunidad de las Bardenas Reales de Navarra, la Comunidad del Valle de Aézcoa, la Mancomunidad del Valle de Roncal, la Universidad del Valle de Salazar y el resto de corporaciones de carácter tradicional titulares o administrativas de bienes comunales existentes a la entrada en vigor de esta Ley Foral.
  - d) Las entidades que agrupen varios municipios instituidas mediante Ley Foral por la Comunidad Foral de Navarra y las agrupaciones de servicios administrativos.
  - e) Las Mancomunidades.

##### Municipios

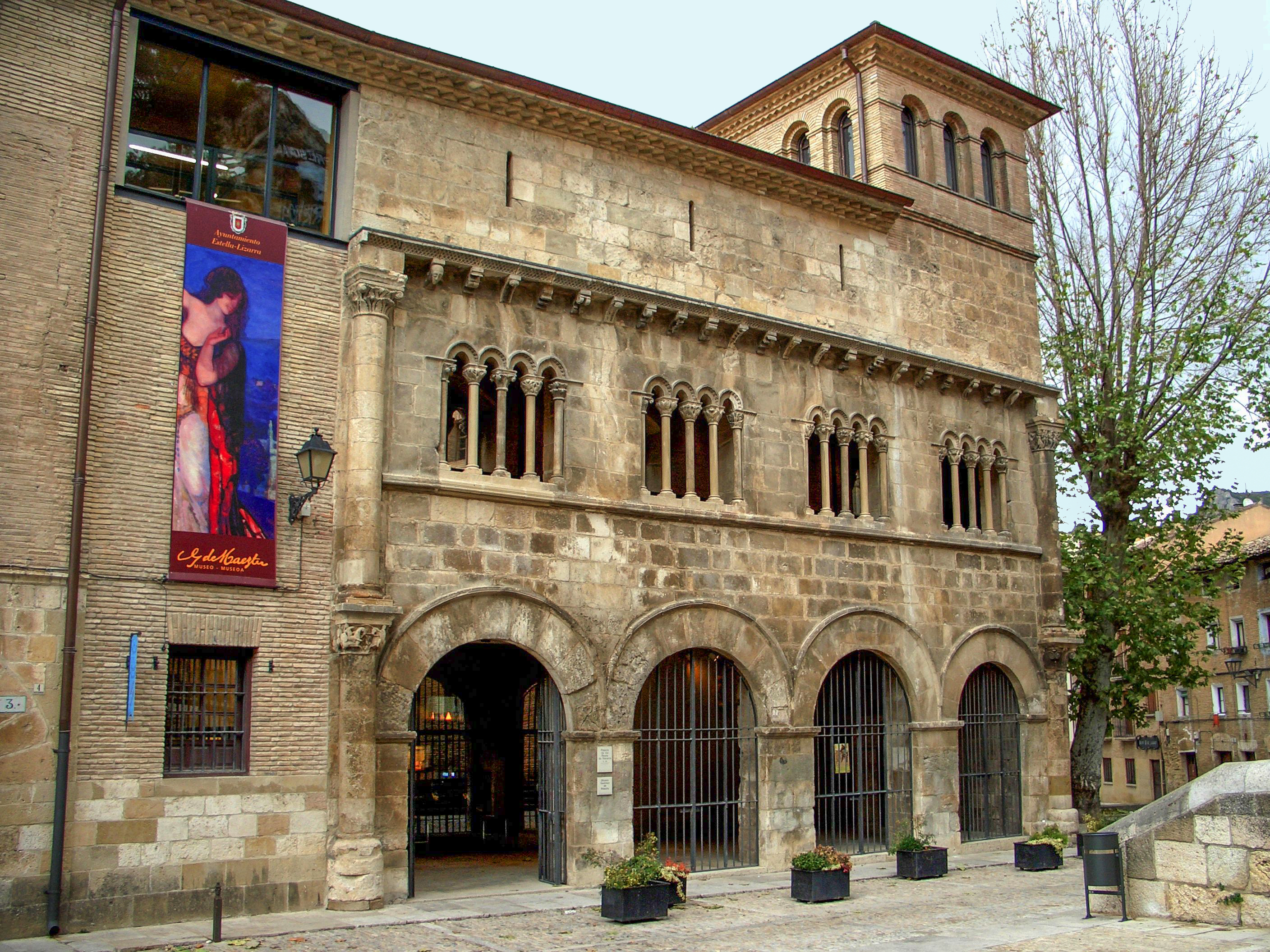
Palacio de los Reyes de Navarra (Estella)

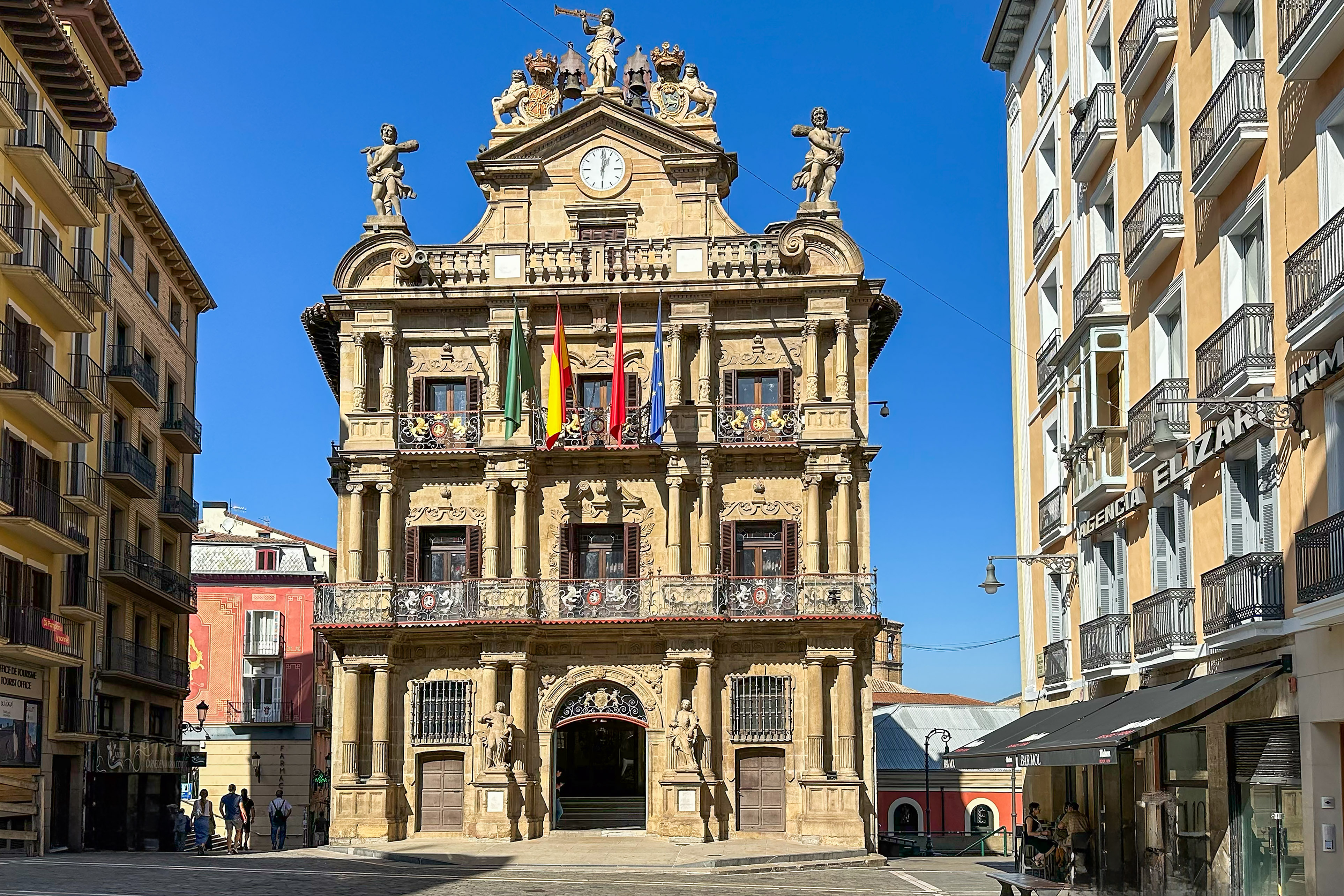
Ayuntamiento de Pamplona - fachada principal

La base administrativa y política a lo largo de la historia de Navarra y hasta hoy día, han sido los ayuntamientos. Unos cuantos tenían, por sus fueros, asiento en Cortes, eran las denominadas «Buenas Villas» y sus representantes formaban el «tercer brazo».
La competencia legislativa y organizativa de los ayuntamientos es exclusivamente de Navarra, quedando vigente esa potestad en la Ley de Modificación de Fueros de 1841 y naturalmente conservada en el Amejoramiento.
Hay dos clases de municipios, los simples y los compuestos. Estos últimos están formados por los concejos. En la Cuenca de Pamplona estas entidades se denominan cendeas (como es el caso de Galar y Cizur).

##### Concejos
Es una división administrativa de algunos municipios, denominados municipios compuestos. Son entidades locales, con determinadas competencias, incluyendo la administración de los propios comunales.
El gobierno y administración de estas entidades se realizará en régimen de Concejo abierto, formado por un presidente del Concejo, cuando la población esté entre 16 y 100 habitantes y por una Junta formada por el presidente y cuatro vocales, cuando la población supere los 100 habitantes.
Las elecciones de los concejos en ambos casos, son convocadas por el Gobierno de Navarra, y sus miembros son elegidos por sistema mayoritario.

## Infraestructuras y servicios

### Transporte

#### Carreteras

Mapa de las principales carreteras de Navarra.
En azul oscuro las autopistas. Azul claro: las autovías y carreteras desdobladas. Rojo: Carreteras de interés general. Y naranja: Carreteras de interés para la Comunidad Foral

La Red de Carreteras de Navarra cuenta con 3886.44 kilómetros de carretera (2006). Navarra ha tenido históricamente exclusiva competencia en carreteras y caminos desde la Ley Paccionada y, por lo tanto, el Gobierno de Navarra es el titular de la citada red, con la única excepción de la Autopista Vasco-Aragonesa AP-68.
La Red de Carreteras de Navarra se clasifica en:
Vías de gran capacidad
- Autopistas
- Autovías
- Vías desdobladas
- Carreteras de altas prestaciones

Carreteras convencionales
- Carreteras de interés general
- Carreteras de interés de la Comunidad Foral
- Carreteras locales[65]

##### Autopistas y autovías
| Identificador | Denominación                 | Itinerario                          | Longitud       |
| ------------- | ---------------------------- | ----------------------------------- | -------------- |
|               | Autopista de Navarra (Peaje) | Tudela - Pamplona - Irurzun         | 112,6          |
|               | Ronda de Pamplona Oeste      | Noáin PK 83,13 - Berriozar PK 96,20 | 13.07          |
|               | Autovía del Norte            | L.P. Álava - L.P. Guipúzcoa         | 13.77          |
|               | Autovía de la Barranca       | Irurzun - Alsasua                   | 29.17          |
|               | Autovía del Camino           | Zizur Mayor - L.P La Rioja          | 74.03          |
|               | Autovía de Leizarán          | Irurzun - L.P. Guipúzcoa            | 27.61          |
|               | Autovía del Pirineo          | Pamplona - * - L.P Zaragoza         | 27.8 (actual)  |
|               | Autovía del Ebro             | L.P. La Rioja - L.P. Zaragoza       | 19.68 (actual) |

#### Ferrocarril
El desarrollo del ferrocarril en Navarra como medio de transporte de masas ha estado siempre por debajo del acaecido en otras regiones de España y Europa. Para 2007, Navarra contaba con tres líneas ferroviarias que totalizan una red de 175 km. Las líneas son: Madrid-Irún/Hendaya, Alsasua-Zaragoza y Bilbao-Castejón. Toda la red está electrificada pero solo una pequeña fracción —los tramos de la Madrid-Irún y desde Castejón hasta la frontera navarroaragonesa— cuentan con vía doble.
El Gobierno de Navarra firmó en 2010 un convenio económico para construir el Corredor Navarro de Alta Velocidad, Zaragoza-Pamplona-Y vasca. Las obras empezaron en 2011 en un pequeño tramo entre Cadreita y Villafranca, y en 2013 entre Castejón y Cadreita.
Renfe Operadora presta dos tipos de servicio en la Comunidad Foral. Los más frecuentados en cuanto a número de pasajeros transportados son los de Media Distancia. La ruta más transitada es la Logroño-Castejón-Zaragoza. De hecho entre Castejón y Zaragoza puede haber siete circulaciones de Regional Exprés por día y sentido. En segundo lugar viene la Castejón-Pamplona-Vitoria, en la que circulan 4 o 5 trenes cada día entre las dos primeras terminales, y tres trenes entre la capital y Vitoria. Una tercera ruta sirve tangencialmente a Navarra, en concreto a la Burunda, con trenes Regional Exprés en el corredor Irún-Vitoria, a razón de tres frecuencias diarias por sentido. Todos estos servicios son administrados por las Gerencias Norte y Centro de la unidad de negocio de Media Distancia.
No obstante, el servicio estrella es el Talgo Altaria, inaugurado en 2003, que une Pamplona con Madrid-Puerta de Atocha cuatro veces todos los días laborables. De ellos, dos terminan en la capital navarra, mientras que un tercero prosigue hasta Irún y el cuarto hasta Vitoria. Todos los trenes hacen el recorrido entre Pamplona y Madrid en menos de 4 horas, utilizando la vía AVE desde Ricla hasta Madrid, en la que alcanzan velocidades de 220 km/h.

#### Aeropuerto de Pamplona-Noáin
El aeropuerto de Pamplona-Noáin se encuentra a 6 kilómetros de la ciudad de Pamplona, capital de Navarra, entre los municipios de Noáin y Galar (Esquíroz). Cuenta con una terminal de pasajeros, seis mostradores de facturación, dos puertas de embarque, un aparcamiento con capacidad para 657 coches y una terminal de carga. En 2025 el aeropuerto ofrecía los siguientes destinos de forma regular:
| Compañía        | Destino                                          |
| --------------- | ------------------------------------------------ |
| Air Nostrum     | Aeropuerto Adolfo Suárez Madrid-Barajas          |
| Binter Canarias | Aeropuerto de Gran Canaria                       |
| Binter Canarias | Aeropuerto de Tenerife Norte-Ciudad de La Laguna |

#### Autobús
Desde la estación de autobuses de Pamplona operan 18 compañías, que comunican Pamplona con el resto de localidades de Navarra y otras ciudades de España. El 13 de noviembre se inauguró el Transporte Interurbano de Navarra (Nbus) con la línea Pamplona-Soria. También Pamplona y 17 de los 19 municipios de su Comarca cuentan con un servicio de transporte urbano denominado Transporte Urbano Comarcal (TUC) gestionado por la Mancomunidad de la Comarca de Pamplona desde 1999 y es conocido popularmente como «La Villavesa». Tudela y Estella-Lizarra también cuentan con cuatro y dos líneas, respectivamente, de transporte urbano gestionado por su ayuntamiento.

### Seguridad ciudadana
En Navarra actúan cuatro cuerpos de policía: las diversas policías locales en los municipios respectivos, la Policía Nacional en las principales ciudades, la Policía Foral de Navarra Foruzaingoa que tiene desplegadas siete comisarías por la geografía navarra y la Guardia Civil. El proceso es hacia la asunción por parte de la Policía Foral de todas las competencias propias de una policía integral y judicial, en especial de las competencias exclusivas en tráfico, que era competencia navarra desde la Ley Paccionada y suspendida, en los años sesenta, por decreto.
Navarra disponía de los índices de criminalidad (número de delitos por cada mil habitantes) más bajos de España, aunque en el 2004 aumentaron (+17.4 %) y en 2005 fue donde más crecieron (+17.4 %).. En el año 2006 donde más descendieron (-7.3 %) situándose como la sexta comunidad más segura de España (29.9 %) y por el contrario fue la comunidad donde menos asuntos se esclarecieron (32.6 %) y donde menos detenciones se realizaron (90 detenciones por cada 1000 delitos).

### Educación

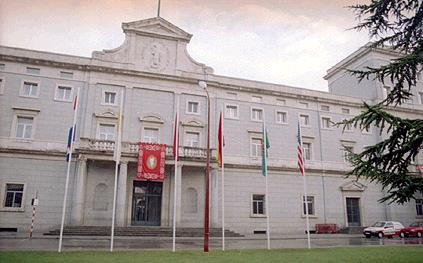
Universidad de Navarra

Históricamente Navarra no ha contado con centros universitarios. A principios del siglo XX se creó la Escuela Normal para la formación de maestros. La Diputación Foral de Navarra creó en la década de 1950 la Escuela de Peritos Agrícolas en Villava y la Escuela de Comercio, luego Escuela de Ciencias Empresariales, situada junto a la catedral, compartiendo edificio con la Escuela Normal o de Magisterio.
En la actualidad Navarra cuenta con tres universidades en su territorio, un número importante considerando su extensión y población. La Universidad de Navarra, creada en 1952 por el fundador del Opus Dei, Josemaría Escrivá de Balaguer, es de carácter privado y está vinculada a dicha organización. En 1987 el Parlamento de Navarra acordó dotar de medios económicos a una Universidad Pública de Navarra; los estatutos actualmente vigentes fueron aprobados en 2003. Además existen dos centros asociados de la Universidad Nacional de Educación a Distancia, uno en Tudela y otro en Pamplona.
En 2018, la Comunidad de Navarra implantó el denominado programa Skolae, cuyo objetivo era la educación de los alumnos escolares navarros en «la adquisición de las competencias necesarias que les permitan elegir su proyecto vital propio, desde la libertad y la diversidad de opciones, sin condicionantes de género sea cual sea su raza, nivel económico, cultural, origen, etc». El programa se articula en «la prevención de las violencias contra las mujeres y las niñas, la visibilidad de las mujeres y sus aportaciones, el respeto por las identidades, las culturas, las culturas, las sexualidades y su diversidad».

## Economía

### Turismo
Las fiestas de San Fermín se celebran en Pamplona todos los años durante una semana a partir del mediodía de la víspera del 7 de julio, teniendo como motivo principal los encierros taurinos. Es una celebración conocida internacionalmente, sobre todo desde que la popularizara el escritor estadounidense Ernest Hemingway, asiduo a ella. Cada año, miles de personas visitan la ciudad durante la fiesta.
El Pirineo navarro es otra zona de turismo activo de la comunidad. También dentro del turismo rural, destaca la Selva de Irati. En esa misma zona se encuentran las cuevas de Zugarramurdi y el museo de las brujas.
Como turismo cultural, destacan las distintas rutas del Camino de Santiago en Navarra, especialmente la más concurrida y conocida que se inicia en Roncesvalles y transcurre por la comunidad por localidades como Puente la Reina donde se une al traído desde Sangüesa para los que deciden seguir el Camino aragonés. Por la Ribera Navarra atraviesa la ruta jacobea del Ebro.

### Política energética

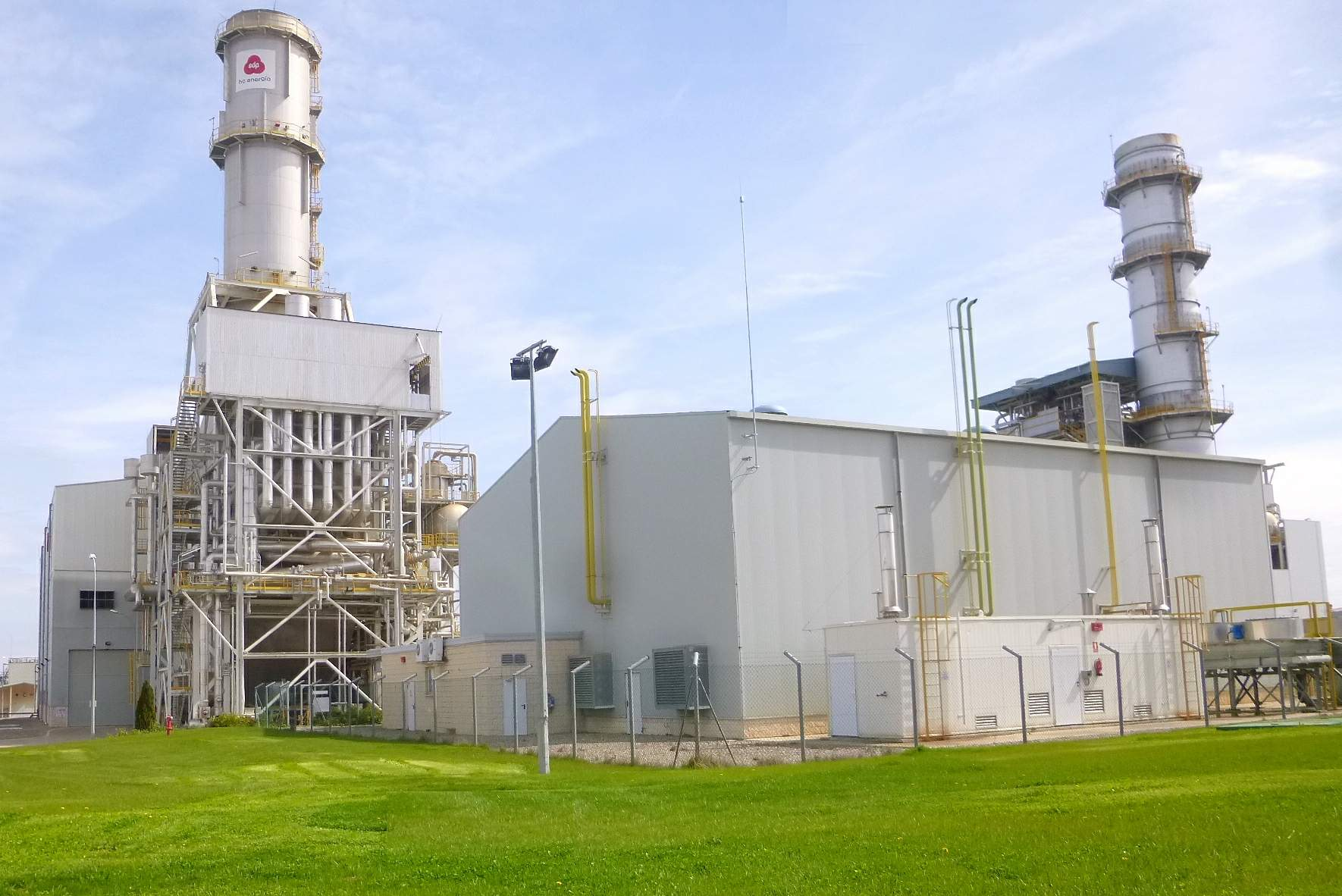
Central térmica Castejón 1 y Castejón 3

Navarra es puntera dentro de Europa en el uso de energía renovable, en 2006 producía el 70 % de su energía de fuentes renovables, y espera superar el 75 % de su producción en este tipo de energía en 2010. Es tomada por numerosos estados y regiones como ejemplo de uso de este tipo de energías, especialmente por la gran cantidad de parques eólicos que le aportan la mayor parte de la energía que consume. Además, en el área metropolitana de Pamplona se encuentra la sede central del CENER (Centro Nacional de Energías Renovables), y en Sangüesa un laboratorio de ensayos de aerogeneradores que según la propia institución es el más completo del mundo en el momento de su construcción.
En el año 2004 el 61 % de la energía eléctrica consumida en la región fue obtenida de fuentes renovables, de la cual un 43.6 % provenía de 28 parques eólicos, un 12 % de unas 100 pequeñas turbinas hidráulicas y un 5.3 % de dos plantas de biomasa y otras dos de biogás.

Exportaciones de Navarra en 2020

También se están llevando a cabo ensayos y experimentos en el campo de la energía solar, como la construcción de Huerta solar Monte Alto de Milagro que es la instalación fotovoltaica de mayor producción en el mundo.
En un principio el Gobierno de Navarra preveía alcanzar en 2010 el 100 % de la producción de energía de fuentes renovables, aunque esa previsión no se cumplirá al proyectarse una central térmica de ciclo combinado en Castejón.

## Cultura

### Lenguas

La península en 1030. La primera constancia escrita del romance y del vascuence está en las Glosas Emilianenses. El mapa muestra el desaparecido Reino de Pamplona entre los años 1029 y 1035

De acuerdo a lo establecido en el Amejoramiento del Fuero, norma institucional básica de Navarra, el castellano es la lengua oficial de Navarra y el euskera tiene también carácter de lengua oficial en las zonas vascoparlantes. La Ley Foral del Euskera de 1986 delimitó y agrupó dichas zonas creando la Zona Vascófona de Navarra, área del noroccidente de Navarra en la que el euskera es lengua cooficial. Dicha ley reconoce al castellano y al euskera como lenguas propias de Navarra.
De acuerdo a datos oficiales, en el conjunto de Navarra, el castellano es la lengua materna del 81.9 % de la población, el euskera del 5.7 %, el 3.8 % tiene ambas lenguas como maternas y el 6.1 % tiene otra lengua como lengua materna. El número de personas que conocen el euskera está aumentando en Navarra. En 2011 un 13.6 % de la población navarra se considera vascohablante y otro 14.5 % casi vascohablante.
Históricamente se han hablado también otras lenguas, desaparecidas en la actualidad, como el romance navarro o navarroaragonés, surgido en los cursos medio y bajo de los ríos Ega, Arga, Aragón y Ebro a su paso por el reino y que se convirtió en el siglo XIII en la lengua de expresión escrita de la Corte y la administración reales, alcanzando en 1329 el estatus de lengua oficial del reino y siendo posteriormente absorbida por el castellano durante el siglo XVI. También, minoritariamente, el occitano, francés, hebreo y árabe.

#### División lingüística del territorio a efectos legales

Distribución por municipios de las zonas vascófona, mixta y no vascófona

El castellano y el euskera son definidas como lenguas propias de Navarra según la Ley foral 18/1986, de 15 de diciembre, del Euskera. De acuerdo con esta ley, Navarra está lingüísticamente dividida en tres zonas, vascófona (uso mayoritario del euskera), mixta y no vascófona (uso mayoritario del castellano).

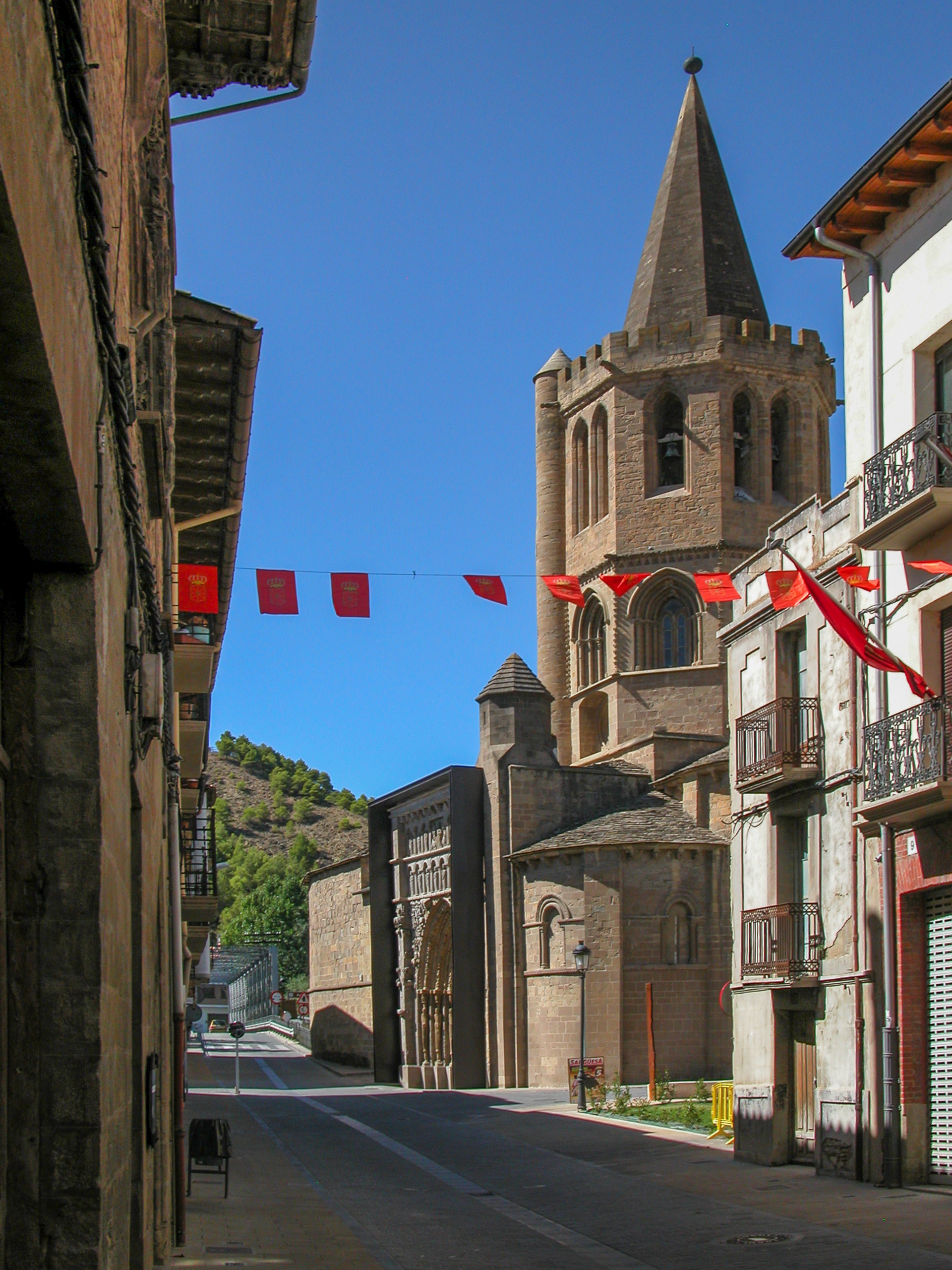
Sangüesa pasó a la zona mixta tras la reforma de 2017

El castellano es oficial en todo el territorio de la comunidad. El euskera tiene carácter de lengua cooficial en la zona vascófona. La Ley del Euskera incluye adicionalmente una serie de disposiciones para garantizar el uso del euskera en la zona mixta, en tanto que en la zona no vascófona, las entidades públicas de Navarra solo tienen obligación de atender en castellano.
La lista de los municipios pertenecientes a las zonas vascófona y mixta es la siguiente:
Zona vascófona
Abaurrea Alta, Abaurrea Baja, Alsasua, Anué, Araiz, Aranaz, Arano, Araquil, Arbizu, Areso, Aria, Arive, Arruazu, Bacáicoa, Basaburúa Mayor, Baztán, Beinza-Labayen, Bertiz-Arana, Betelu, Burguete, Ciordia, Donamaría, Echalar, Echarri Aranaz, Elgorriaga, Erasun, Ergoyena, Erro, Esteríbar, Ezcurra, Garayoa, Garralda, Goizueta, Huarte-Araquil, Imoz, Irañeta, Ituren, Iturmendi, Lacunza, Lanz, Larráun, Leiza, Lesaca, Oiz, Olazagutía, Orbaiceta, Orbara, Roncesvalles, Saldías, Santesteban, Sumbilla, Ulzama, Urdax, Urdiáin, Urroz de Santesteban, Valcarlos, Vera de Bidasoa, Villanueva de Aézcoa, Yanci, Zubieta y Zugarramurdi.
Posteriormente se añadirían dos más, procedentes de la segregación de municipios pertenecientes a dicha zona: Lecumberri e Irurzun.
Zona mixta
Abárzuza, Ansoáin, Aoiz, Arce, Atez, Barañáin, Burgui, Burlada, Ciriza, Cendea de Cizur, Echarri, Echauri, Valle de Egüés, Ezcároz, Esparza de Salazar, Estella, Ezcabarte, Garde, Goñi, Güesa, Guesálaz, Huarte, Isaba, Iza, Izalzu, Jaurrieta, Juslapeña, Lezáun, Lizoáin, Ochagavía, Odieta, Oláibar, Olza, Ollo, Oronz, Oroz-Betelu, Pamplona, Puente la Reina, Roncal, Salinas de Oro, Sarriés, Urzainqui, Uztárroz, Vidángoz, Vidaurreta, Villava, Yerri, Zabalza y Zizur Mayor.
Posteriormente, a consecuencia de la constitución de nuevos municipios por segregación de otros ya incluidos en esa zona se añadirían: Berrioplano, Berriozar, Orcoyen y Zizur Mayor. Además, en 2010, tras una modificación legal que otorgó a 4 municipios de la Cuenca de Pamplona la facultad de incorporarse a la zona Mixta si así lo decidían los plenos de sus ayuntamientos por mayoría absoluta, Aranguren, Belascoáin y Galar pasaron a formar parte de la zona mixta, mientras el cuarto municipio afectado por la modificación legal, Noáin, decidió permanecer en la zona no Vascófona.
Una modificación a la ley realizada en junio de 2017 permitió que se incorporaran a la zona mixta 44 localidades de la zona no vascófona (Abáigar, Adiós, Aibar, Allín, Améscoa Baja, Ancín, Añorbe, Aranarache, Arellano, Artazu, Bargota, Beriáin, Biurrun-Olcoz, Cabredo, Dicastillo, Enériz, Eulate, Gallués, Garínoain, Izagaondoa, Larraona, Leoz, Lerga, Lónguida, Mendigorría, Metauten, Mirafuentes, Murieta, Nazar, Obanos, Olite, Oteiza, Pueyo, Sangüesa, Tafalla, Tiebas, Tirapu, Unzué, Ujué, Urraúl Bajo, Urroz-Villa, Villatuerta, Cirauqui y Zúñiga) y que una, Atez, pasara de la zona mixta a la zona vascófona.
Zona no vascófona
Se compone del resto de municipios, predominantemente del sursureste de la comunidad foral, donde el vascuence o euskera no tiene ningún tipo de reconocimiento, pues no es habitualmente conocido por la población. Esta situación va cambiando, y actualmente existen poblaciones donde la población bilingüe o casi bilingüe euskera/castellano puede superar el 10 % de la población como en Tafalla, Sangüesa y Lumbier, aunque los que hablan o entienden bien el euskera rondan el 5 % en Tafalla y Sangüesa o el 10 % en Lumbier. En otras localidades con ikastola como Fontellas, Lodosa y Viana la población bilingüe o casi bilingüe está entre el 2 % y el 8 %, siendo los que hablan o entienden bien el euskera el 1 % en Fontellas, el 2 % en Lodosa y el 5 % en Viana. Desde el curso 2006 /07 las ikastolas de la zona no vascófona están concertadas con el Departamento de Educación del Gobierno de Navarra.

##### Denominación de las entidades locales
La denominación oficial de los municipios y pueblos navarros está regulada según la misma Ley Foral del Vascuence y se puede consultar mediante el Visor Geográfico de Toponimia Oficial de Navarra. La ley distingue tres tipos de fórmulas:
- Denominaciones únicas: su uso en textos legales es igual tanto en castellano como en euskera con independencia. Ejemplos: Lantz o Beintza-Labaien.
- Denominaciones compuestas: tienen una única denominación formada a su vez por los topónimos castellano y euskérico unidos por el símbolo "/". Su uso (la denominación compuesta) es igual tanto en castellano como en euskera. Ejemplos: Auritz/Burguete, Roncesvalles/Orreaga, Luzaide/Valcarlos o Doneztebe/Santesteban.
- Denominaciones dobles: existe un topónimo en castellano y otro en euskera que se usan dependiendo del idioma en el que se construya el texto. Ejemplos: Pamplona<>Iruña, Villava<>Atarrabia, Aibar<>Oibar.

Porcentaje de personas que hablan bien el euskera (2001)

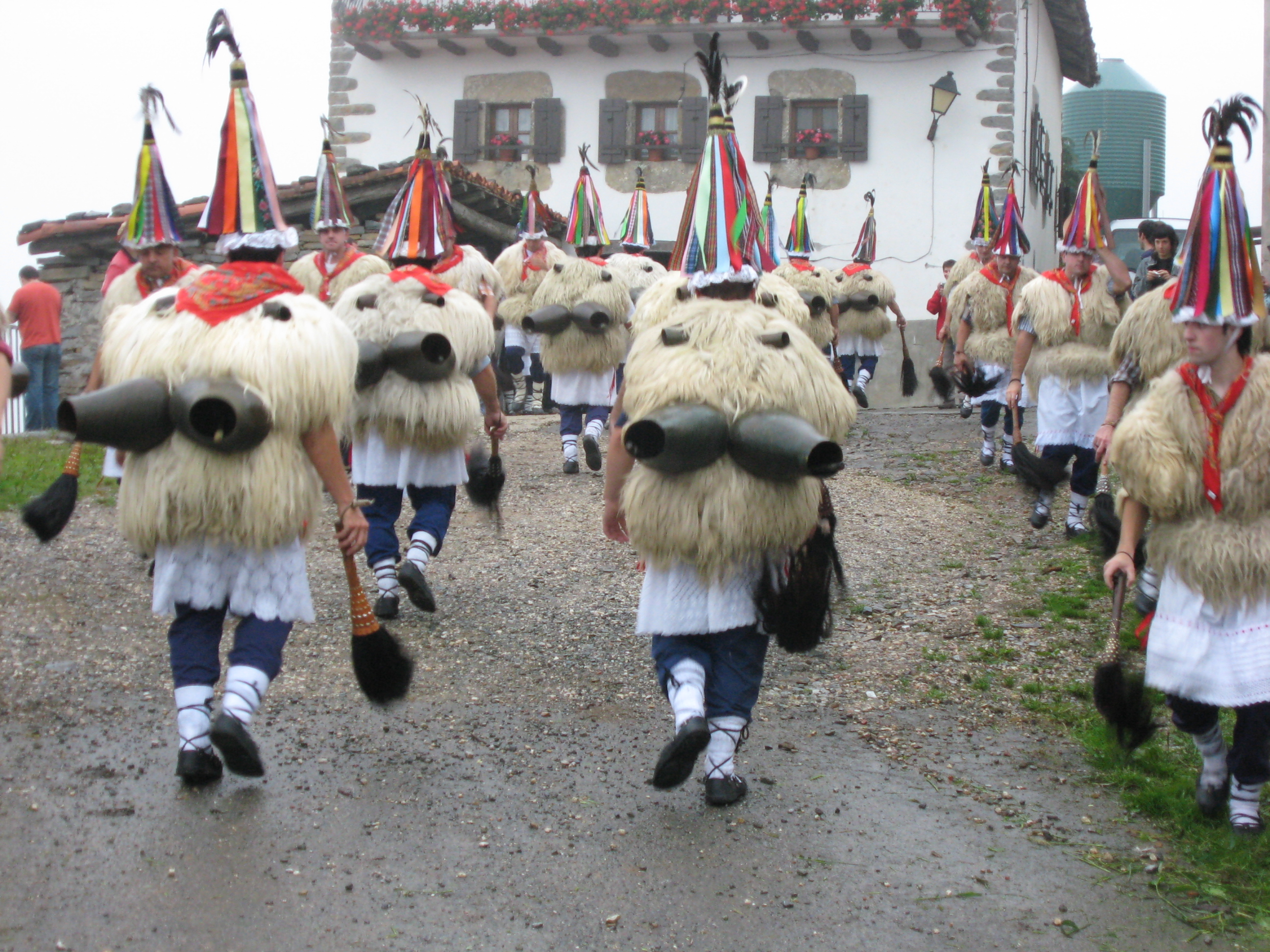
Zanpantzar

#### Dialectos del euskera en Navarra
El euskera en Navarra posee varios dialectos (nueve, según la clasificación que se sigue el Diccionario General Vasco de la Real Academia de la Lengua Vasca). Según la clasificación más reciente de Koldo Zuazo, el más extendido es el navarro, que se habla en la parte central y norte. En localidades como Basaburua Mayor, Imoz y otras localidades fronterizas con Guipúzcoa se habla el central y en la parte central del Pirineo navarro se habla una variedad del navarro-labortano. En la parte más oriental del Pirineo, en los valles de Roncal y Salazar, se hablaba hasta hace unos años el navarro oriental, aunque desapareció a finales del siglo XX (la última persona que lo hablaba en Roncal falleció en 1991 y en Salazar se puede dar igualmente por desaparecido, ya que las últimas personas capaces de expresarse con fluidez en salacenco han ido falleciendo durante los primeros años del siglo XXI).
Aparte de los dialectos, también existen subdialectos y especialidades lingüísticas locales.

#### Especificidades lingüísticas del español en Navarra
Además de múltiples especificidades lingüísticas, también en lo gramatical se aprecian algunas variantes significativas, como la predominancia del diminutivo en -ico o la utilización del «condicional vasco» en lugar del pretérito de subjuntivo (por ejemplo: podría en lugar de pudiera), así como la extensión del uso de pues (¿Dónde vas, pues?) incluso al final de oración, y la aversión a los esdrújulos propia del romance navarro-aragonés. A todo ello se une la presencia de léxico de origen euskerico, en unos casos por la presencia de sustrato vasco, y en otros, como la Ribera —donde el euskera se perdió en la época romana— debido a la convivencia e intercambios comerciales prolongados con zonas de Navarra en las que todavía se hablaba dicha lengua.

### Deporte
| Principales clubes deportivos | Liga 2022/23                 | Ciudad   |
| ----------------------------- | ---------------------------- | -------- |
| Club Atlético Osasuna         | Primera División de España   | Pamplona |
| Club Deportivo Tudelano       | Segunda Federación           | Tudela   |
| Peña Sport Futbol Club        | Tercera Federación           | Tafalla  |
| Club Deportivo Izarra         | Segunda Federación           | Estella  |
| Xota Fútbol Sala              | Liga Nacional de Fútbol Sala | Irurzun  |
| Ribera Navarra Fútbol Sala    | Liga Nacional de Fútbol Sala | Tudela   |
| Movistar Team                 | UCI WorldTeam                | Pamplona |
| SCDR Anaitasuna               | Liga Asobal                  | Pamplona |

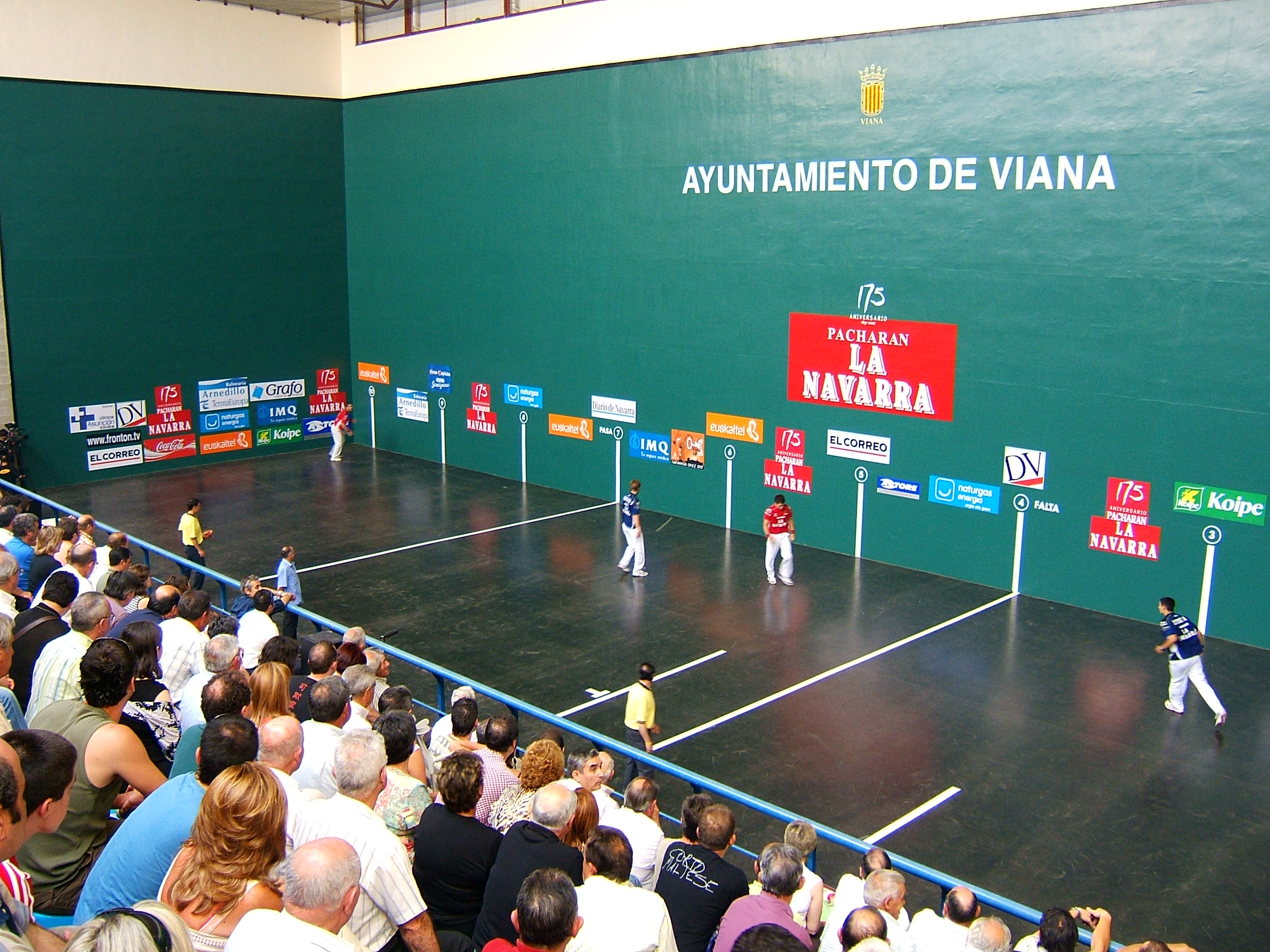
Pelota vasca en el frontón de Viana

El principal equipo de fútbol de Navarra es el Osasuna, que ha disputado más de 30 temporadas en la Primera División, resultando cuarto en 1990/91 y 2005/06. En fútbol sala se destacan Ribera Navarra y Club Atlético Osasuna Magna. El Basket Navarra Club juega en la LEB Oro. En balonmano sobrevive únicamente Anaitasuna, en tanto que San Antonio e Itxako desaparecieron en 2013 y 2014, respectivamente. En waterpolo destaca el equipo de élite del Waterpolo Navarra, club nace en 2006 tras la desaparición de la sección de waterpolo en el club Larraina.
En Navarra se disputa el Gran Premio Miguel Induráin, una carrera de ciclismo del UCI Europe Tour. En tanto, el Circuito de Navarra albergó carreras de la Superleague Fórmula, el Campeonato Mundial de GT1 y la Blancpain Endurance Series.